# Rodallo
Rodallo (Rodal in piemontese) è una frazione di Caluso, in città metropolitana di Torino, e fa parte del territorio del Canavese.

## Storia
Le sue origini risalgono a circa 4 secoli or sono. Quei pochi che scrissero di Rodallo son d'accordo nel dire che ebbe inizio ai tempi del trattato di pace di Cateau-Cambrésis, sottoscritto nel 1559.
Le prime e più antiche case di Rodallo sono quelle a ovest della chiesa e della casa parrocchiale. A queste si aggiungono, nel 1500-1600, quelle attorno alla piazza e al pozzo delle Canavere. Lo ricorda l'iscrizione posta sull'architrave della tettoia che copriva il pozzo; iscrizione del 1820 che, graffita sul muro e delineata come un foglio di carta lucidato a stucco, parla di 60 lustri, ossia 300 anni di esistenza:
«Chi vuoi scemar di sua arsura l'onte

e rinfrescar le piante lasse a pieno,

qual samaritan fece a Nazareno II

comun gli offre 'sta perenne fonte
Sessanta lustri sue virtù fur conte

agli avi nostri già venuti a meno

che, poste in non cale Ippocrate e Galeno

le nestorie indizion essi han gionte».
Chiunque sia stato l'ignoto poeta, era certamente un dotto, abituato a scrivere per i dotti e non per il popolo, al quale la curiosa iscrizione risulta tuttora inintelligibile.
Il pozzo delle Canavere prende il nome dalla regione, così detta per essere un tempo coltivata a canapa. Il 29 aprile 1818 il Municipio mise in bilancio la somma di Lire 100 per la restaurazione del pozzo, lavoro eseguito nel 1820.

Purtroppo, con l'installazione dell'acqua potabile nel 1964, il pozzo e relativo abitacolo vennero demoliti per allargare la Via Oslavia.
La popolazione di Rodallo nel 1600, secondo l'Archivio Comunale, era calcolata in 40 fuochi, ossia 200 abitanti.

Per varie ragioni lo sviluppo della borgata fu lento. Era nata, a quanto si dice, sotto il segno della guerra e crebbe poco a poco fra guerre continue. Le campagne erano percorse da soldati foraggiatori (addetti al reperimento di cibarie per le truppe) e da disertori, anche nemici fra loro, ma d'accordo nel rubare quanto potevano; i poveri contadini, spogliati di tutto o di gran parte dei loro averi, a loro volta si univano in bande e rubavano per vivere.
Nel 1854–1855 ebbe luogo il flagello delle morti per il colera asiatico. Le fonti del registro parrocchiale e del cav. Ubertini registrano 118 o 120 morti (si precisa che, vista l'oggettiva difficoltà del momento, non è certificato che tutti i soggetti nominati siano stati colpiti dal colera).
Un'altra epidemia si abbatté su Rodallo, sempre di colera (anche detta malaria del riso, visto che in quegli anni si coltivava il riso nel Canavese e a Rodallo). Tale coltivazione fu poi vietata: Con reali decreti del XXIX Gennaio MDCCCLXIX (1869) e del XXVII Marzo MDCCCLXX (1870) il Canavese fu liberato dalla infausta coltura del riso che vi spargeva lo squallore e la morte, come risulta dalla lapide posta nel Palazzo Municipale di San Giorgio Canavese. Tale epidemia colpì la popolazione dal giugno 1867 fino alla fine dell'anno 1868. Le fonti del registro parrocchiale e del cav. Ubertini concordano che nel 1867 furono quantificati in 123 i morti per questa disastrosa malattia.
Negli anni 1879, 1880 e 1881 la febbre malarica si abbatté sulla popolazione Rodallese e dai registri Parrocchiali risultano deceduti nella Parrocchia circa 220 rodallesi.
Successivamente, oltre i tragici eventi della guerra 1915-1918 dove tanti Rodallesi perirono eroicamente nel difendere la Patria, una nuova calamità colpì la popolazione: la spagnola. Nel solo mese di ottobre del 1918 ben 18 Rodallesi perirono per l'epidemia.

## Etimologia
Ci sono varie ipotesi sull'etimo del nome Rodallo (latinizzato in Ruptallum):
- La prima supposizione è che Rodallo deve il suo nome all'incrocio di due viuzze che andavano, una dal nord al sud, ossia da Caluso a Vallo; l'altra da est ad ovest, ossia da Arè a Buscallo, regione boschiva presso Foglizzo. Si intuisce che abbia avuto una finale in allo per attrazione dei due luoghi vicini: Vallo e Buscallo, e quindi si sia chiamato Rutallo raddolcito poi in Rodallo.
- La seconda congettura lo vuole derivato da ruca, strada, da cui Rucallo e poi Rodallo.
- La terza ipotesi indica invece che la ragione del nome Rodallo possa derivare da rovedario, "bosco di roveri", cambiato poi in rovedallo, donde Rodallo. Questo fitto bosco di roveri sarebbe stato un prolungamento verso nord dell'antica Silva Fullicia che diede il nome a Foglizzo.

Fra i documenti dell'Archivio di Caluso, ve n'è uno del 1580 contenente una descrizione di Caluso e del suo territorio: in esso si dice che Caluso ha un bosco di cinquemila roveri grosse, senza contare le piccole. Nella stessa documentazione si dice inoltre che, nel 1682, il Comune sorteggia 240 giornate di bosco tra Caluso, Rodallo e Vallo: segno, questo, che anche alla fine del Seicento la terra era ancora poco coltivata e il bosco molto esteso.

## Dialetto
II dialetto rodallese è diverso da quello dei luoghi vicini, quindi facilmente riconoscibile "per la R biascicata, ed aspirata in L con suono nasale alla foggia di oltralpe; la R di Rodallo è più naturale dell'R aristocratica e con pronunzia più linda e vibrata".

Questo fu vero per gli anni passati; ora, salvo che in poche persone anziane, il dialetto di Rodallo si può dire che non si distingua più da quello del basso Canavese, se non per pochi termini locali.

## Carattere
Una prosopopea caratteriale del Rodallese, può essere intuita dalla seguente descrizione:
"II Rodallese parla volentieri a voce alta, tanto in privato quanto in pubblico, ma con sincerità e schiettezza. Gioca, si diverte e beve assai: ma a suo tempo è anche laborioso e industrioso. Sente alto di sé: ma senza vanto o millanteria. È mite, unito e compatto rarissimamente per offendere, bensì per difendersi e meglio per fare opere belle e di pubblica utilità. È irascibile, bilioso e pronto; ma laborioso, pio, religioso. Rari sono i reati in Rodallo e dovuti per lo più a gioventù sviata dalle cattive compagnie. Ogni sera, anche senza l'avviso della campana, il buon Rodallese si recava in chiesa a recitare le orazioni in ringraziamento a Dio della buona giornata".

Oggi si potrebbe aggiungere o togliere qualcosa, ma questo sembra ben illustrare il ritratto del Rodallese nel secolo XIX.

## Chiesa parrocchiale
Dopo la costruzione della grande chiesa parrocchiale di Caluso, venne eretta la cappella del Sacro Cuore a Rodallo.
Rodallo per molti anni si accontentò di una chiesetta non grande e non bella, appena decorosa, che esiste tuttora ed è l'attuale cappella del Sacro Cuore inglobata nella chiesa parrocchiale.
Dopo circa 150 anni Rodallo era cresciuto di popolazione ed ormai contava 90 fuochi, ossia 450 abitanti, che non tardarono ad accorgersi che la loro chiesetta non li conteneva più, cosicché nel 1730 deliberarono di costruire una nuova chiesa.

I rodallesi, affezionati alla loro vecchia cappella, vollero conservarla, incorporandola nella nuova. Il risultato artistico non fu felice: l'architetto fu obbligato a costruire il nuovo edificio lungo e stretto (si noti che mancavano ancora i due transetti dell'altare della Madonna e di Sant'Anna e quello del presbiterio) e quindi disarmonico, infatti si tentò di riparare alla meglio con i due transetti, ma fu solo un ripiego, tant'è che le chiese di Vallo e di Arè risultavano più belle architettonicamente.
Insieme alla chiesa fu costruito anche il campanile, e così, alla fine del 1730, chiesa e campanile di Rodallo cominciarono a spiccare in mezzo alla campagna. Il primitivo piccolo campanile, di fronte all'antica chiesa, fu demolito.

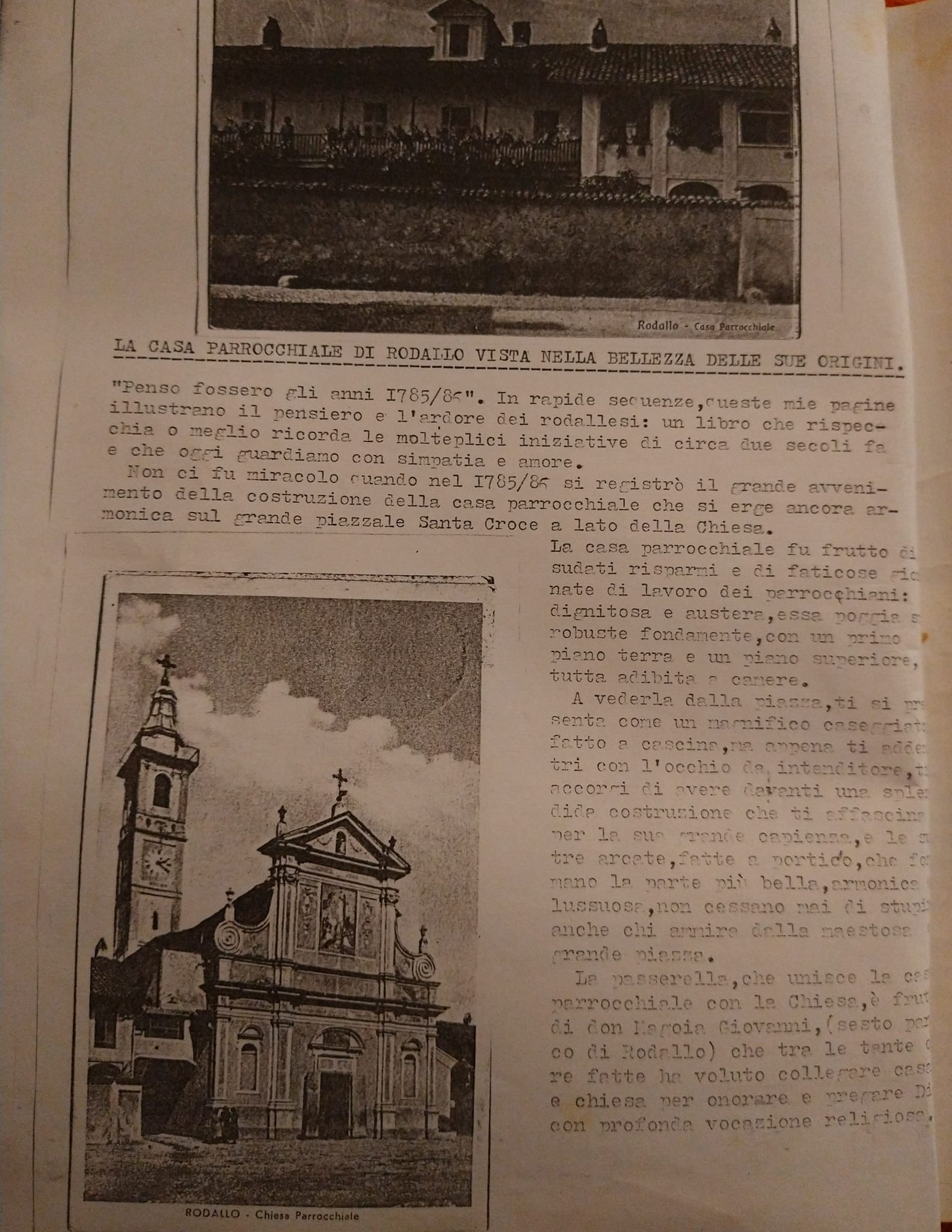
Descrizione Chiesa Parrocchiale

Nel 1785 fu costruito il coro della chiesa, il campanile intonacato e imbiancato, ad opera del capomastro Perinetto Bartolomeo, un biellese stabilitosi a Caluso dove era ben voluto per la sua onestà ed abilità.
Fu lui che sul campanile scrisse le famose sette D che tanto solleticarono la curiosità e i commenti di chi voleva conoscerne il significato.
Sono state date decine di spiegazioni, anche fantasiose, delle quali se ne possono ricordare quattro: la prima è che il capomastro abbia segnato con i sette D (in numerazione romana D vale 500) le 3.500 lire che doveva toccare ad opera compiuta; un'altra (Dixit Dominus Domino Deo Divinorum Datori) che vorrebbe essere dotta se avesse senso; e una terza (Diligentibus Decorem Divinae Domus Deus Dona Dabit), e infine (Datemi Dodici Dozzine Di Donne Da Domare).
Tra il 1785 e 1786 fu costruita la casa parrocchiale che si erge su piazza Santa Croce a fianco della chiesa. La passerella che collega la casa parrocchiale con la chiesa fu fatta costruire dal parroco don Magoia.
Nel 1784, il campanile fu dotato dell'orologio, per opera dell'orologiaio Massa Rolando di Caluso, e nel 1794 aveva già due campane, come si ricava dalla consegna fatta in obbedienza al decreto del governo piemontese di quell'anno; governo che voleva espropriare una parte delle campane per ricavarne cannoni, infatti ne prese due a Caluso e una a Vallo, risparmiando quelle di Rodallo.
Nel 1800 fu costruita la bussola della porta, opera di Pietro Actis Dato (fu Giovanni Battista), con la spesa di Lire 62. Nel 1808 fu edificata la sacrestia e il transetto per allargare il presbiterio.
Nel 1860 fu costruito il primo organo, con la spesa di Lire 1.000, ma risultando troppo piccolo, nel 1872 vennero aggiunti altri 6 registri, con la spesa di Lire 1.200, cifra interamente coperta da offerte private.
Nel 1896 fu stanziata una somma per il transetto dell'altare di Sant'Anna, detto Altare della Madonna. Molto più tardi, il prevosto don Magoia, vi aggiungeva la Grotta di Lourdes e poi nel 1935 il battistero.

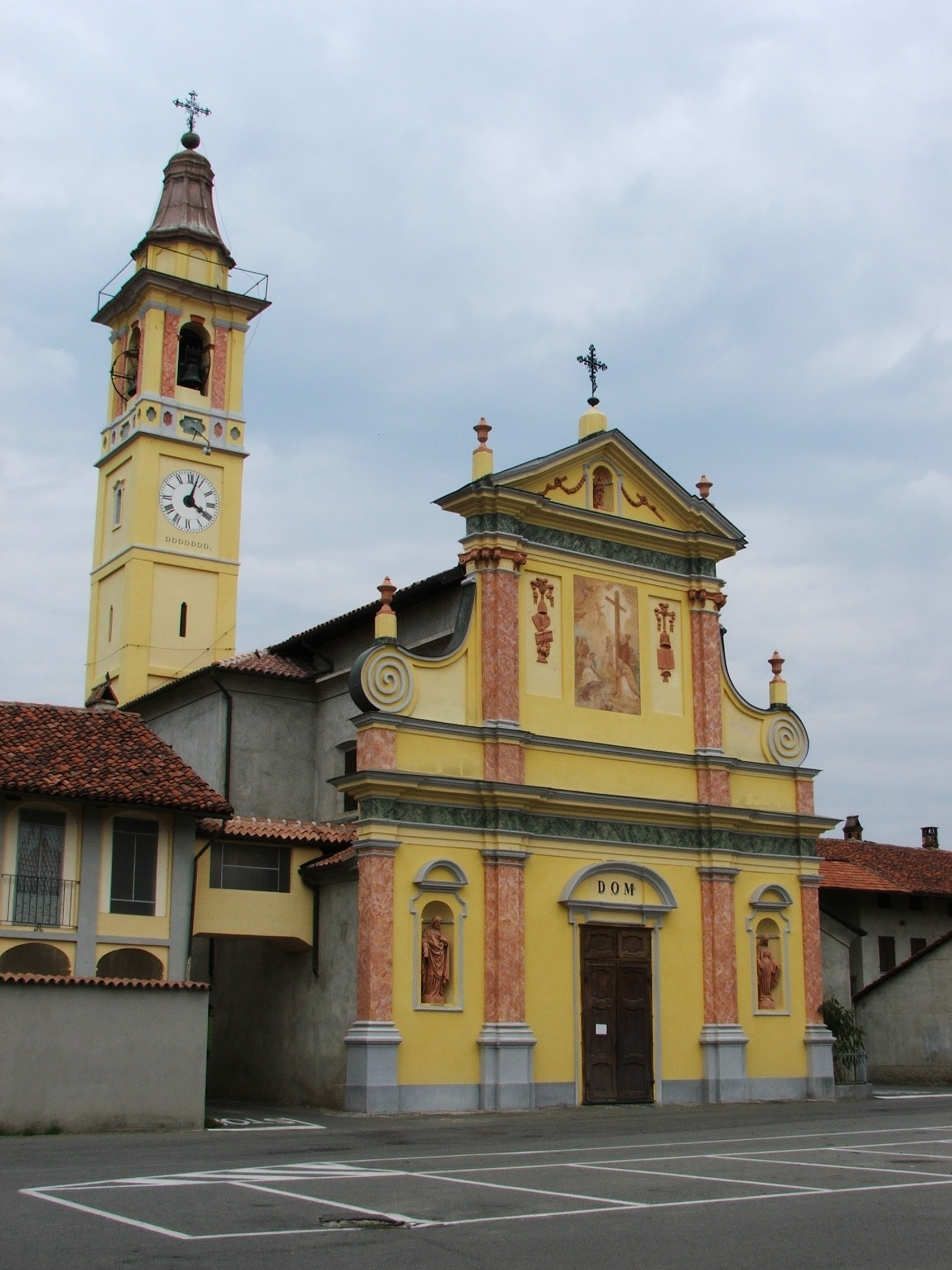
Chiesa di Santa Croce

Sulla facciata della chiesa si leggono le seguenti iscrizioni:

Templum hoc iampridem aedificatum

Anno 1785 incolis in paroeciam datum

Pia incolae idem largitate instaurandum

Et pronaum decere reficiendum

Curarunt anno 1845

Ac denuo in mense septembri 1875.

Epigrafe che in italiano si legge: "Questo tempio già prima costruito e nel 1785 dato in parrocchia agli abitanti, questi con pia elargizione procurarono di ampliarlo e di decorarne la facciata nel 1845 e di nuovo nel 1875".
Sopra la porta, ai piedi di una pittura della Deposizione di Gesù Cristo, è posto il seguente distico latino:

Flens non inveniens gemuit iam Magdala

Corpus tu modo comperiens praefica maior eris.

Ossia: "Piangente non trovando il corpo di Cristo gemette già la Maddalena; Tu ora, trovandolo, sarai maggior prefica".

Si chiamavano prefiche le donne incaricate di piangere il morto durante i funerali. Questa usanza, ora scomparsa, era ancora assai diffusa nel Canavese all'inizio del Novecento.
Nel 1794, Rodallo aveva due campane sul suo campanile. Nel 1847 il Comune di Caluso concorse con Lire 300 alla spesa della rifusione di una campana e 40 anni dopo stanziò 850 Lire per rifondere e aumentare la campana maggiore a 61 Mg e la minore a 31 Mg. In occasione della rifusione, avvenuta ad opera della ditta Mazzola di Torino, furono apposte le seguenti iscrizioni:
- Sulla campana maggiore

Ecce crucem Domini, fugite partes adversae - 1881 (con immagine della Croce fra le due braccia, l'Assunta, San Rocco e San Calogero).
- Sulla campana minore

A fulgure et tempestate libera nos Domine - 1881 (con immagini di San Giuseppe, Sant'Antonio da Padova, San Nicola e Sant'Anna).

Nel 1927 il sacerdote rodallese don Mario Reano, munificamente ne aggiunse una terza con la spesa di Lire 500. Oggi le campane sono quattro.
Nel 1913, in occasione dell’Anno Santo, il parroco don Magoia con l’aiuto generoso dei rodallesi, fece erigere al centro della piazza l’attuale croce in bronzo su un piedistallo di granito. Sormontata da un gallo in posizione eretta, simbolo della vigilanza cristiana e della speranza, è stata restaurata ad opera della fondazione Felicita Ubertini in occasione del centenario dalla sua erezione.

## Chiesa di San Rocco
A Rodallo, oltre alla chiesa parrocchiale, vi è la Cappella di San Rocco (MDCCLXXXXIII – Li 4 LU), cioè 4 luglio 1793, costituì i presupposti che l'area retrostante la chiesa venisse adibita a cimitero, come da lapide affissa sulla parte destra della medesima che ricorda:
Già cimitero dal 1789 al 1920. Nel 1963, auspici l'Amministrazione civile e religiosa, esumate le salme e convertito in parco della Rimembranza dei Caduti Rodallesi di tutte le guerre.

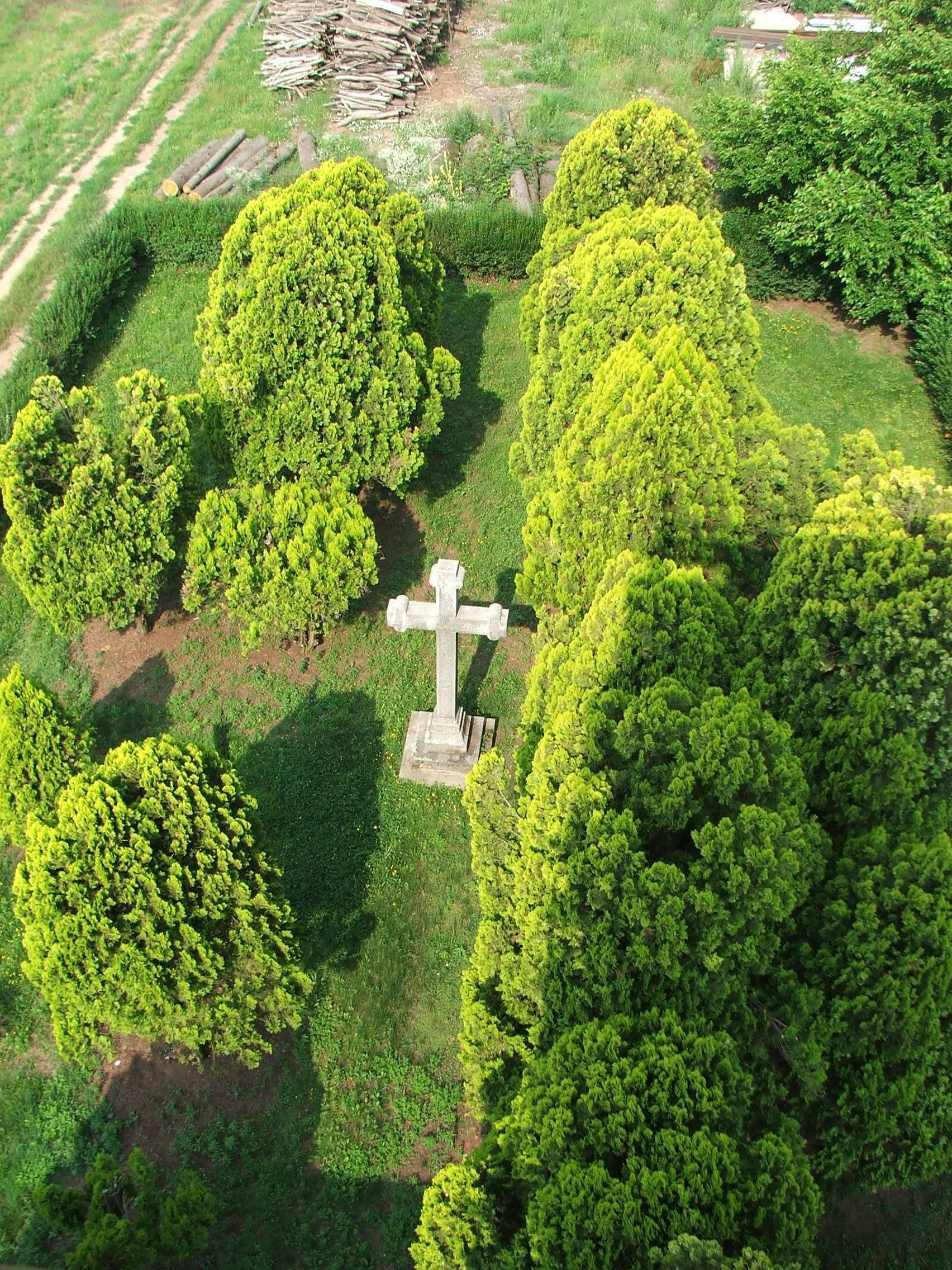
parco della Rimembranza dei Caduti

Attualmente sono ricordati con uno stelo accanto ad ogni pino i seguenti soldati:
- De Andrea Giovanni (classe 1882)
- Actis Caporale Luigi (classe 1886)
- Foglizzo Luigi (classe 1887)
- Actis Pietro (classe 1890)
- Actis Dato Mario (classe 1892)
- Actis Dato Giuseppe (classe 1893)
- Perinetto Giovanni (classe 1894)
- Actis Goretta Giovanni (classe 1896)
- Fenoglietto(i) Giacomo (classe 1896)
- Serg. Facciano Giovanni (classe 1896)
- Actis Grosso Giacomo (classe 1897)
- Actis Dato Giovanni (classe 1897)
- Foglizzo Luigi (classe 1897)
- Ballami Francesco (classe 1899)
- Actis Barone Antonio (classe 1899)
- VALLO Stefano (classe 1899)
- Actis Giorgetto Ernesto (classe 1919)

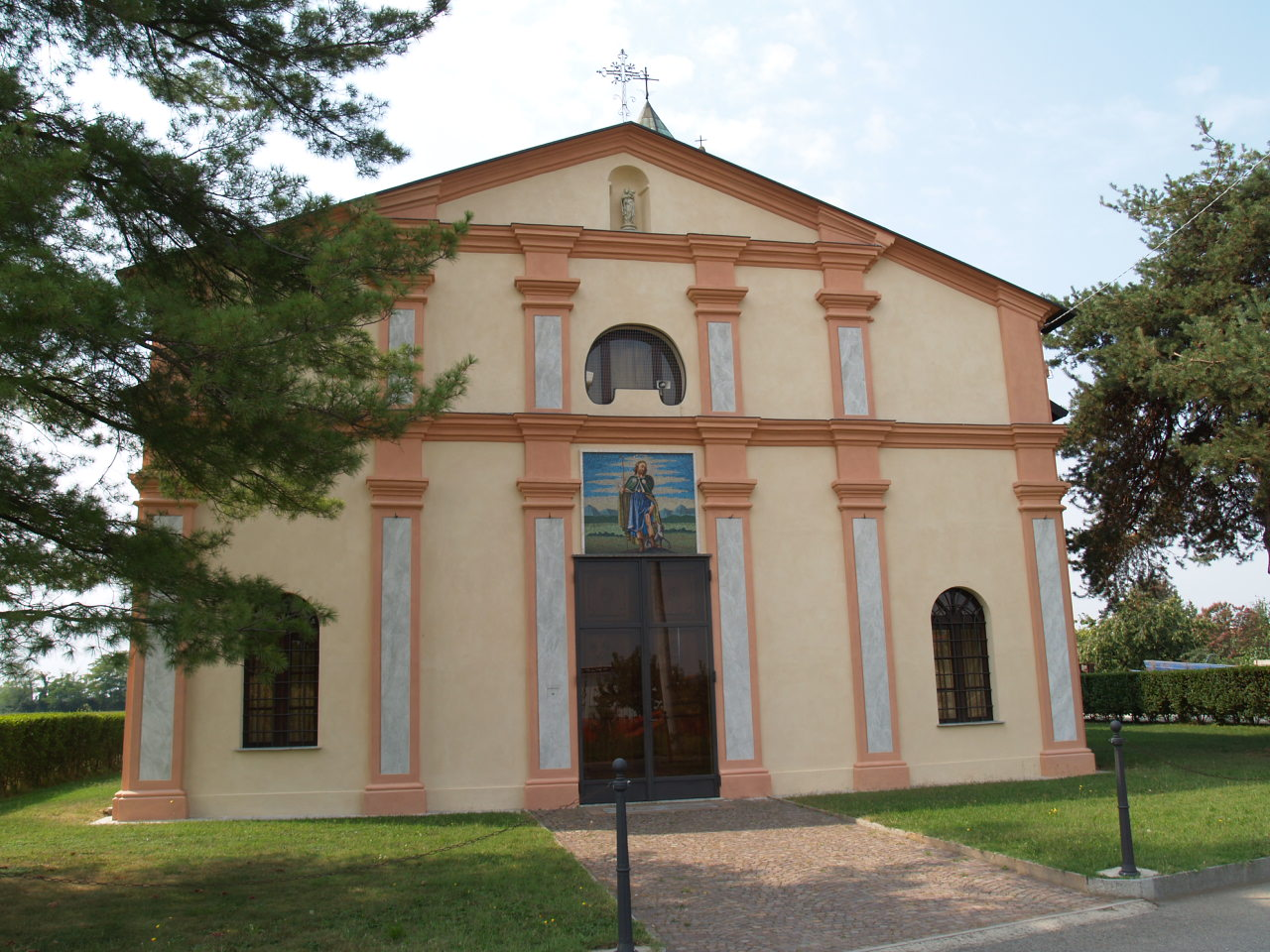
Chiesa di San Rocco

La costruzione è a tre navate con pilastri divisori, semplice ma molto decorosa. L’interno è arricchito dai numerosi ex voto offerti a San Rocco nell’arco dei secoli, come segno di riconoscenza per la grazia ricevuta. 
Nell'interno, sul frontone che sostiene la volta della Chiesa, è scritta l'invocazione dell'Oremus di San Rocco:
Populum tuum Domine ab omni fac animae et corporis contagionem securum.
Sulla campana rifusa nel 1940 si trovano incise le immagini di Maria Santissima, di Sant'Antonio Abate di San Rocco e l'invocazione Ora pro nobis: A folgore et tempestate libera nos domine. 
All'interno della Cappella si trovano, dietro l'altare una grande, pala raffigurante la Madonna con Gesù bambino, San Rocco e Sant'Antonio Abate; all'interno delle navate le statue della Madonna della Neve e di Sant'Antonio Abate, il quadro e l'urna di don Vincenzo Actis Dato e la lapide dei caduti nelle guerre 1915-1918 e 1939-1945. 
In alto, nella nicchia della navata destra che sovrasta la porta dalla quale si accede al campanile, è collocata la statua della Madonna con il Gesù bambino in braccio dell'inizio del XVIII secolo.
L'opera è in legno scolpito e dipinto. Il velo della Madonna è realizzato in tela gessata, dipinta e decorata con stelline a pastiglia. La statua è lineare e slanciata verso l'alto con una leggera torsione del busto. Il movimento è dato dalla gamba sinistra leggermente piegata e dal braccio aperto e in avanti. Si può supporre che il panneggio di tela continuasse con uno svolazzo alla sinistra della statua, bilanciando così la scultura.
Nell'anno 1919 i caduti della guerra 1915-1918 vennero ricordati anche nella cappella con la posa di una lapide marmorea sul lato destro della chiesa.
Nella cappella di San Rocco è stata posta un'urna contenente una reliquia di don Vincenzo Actis Dato, nato a Rodallo il 25 settembre 1751, primo parroco di Castelrosso (20 aprile 1782) morto colà in età di 65 anni, il 23 luglio 1816, in concetto di santità. Un importante quadro, dipinto da Giunipero Aldo, sovrastante l'urna funeraria rappresenta la figura ieratica del sacerdote; sostituisce l'originale trafugato per un furto nel 1996.
Sempre nella cappella di San Rocco è ricordato con una lapide:
Alla memoria del fu D.G.B. (Don Giovanbattista) Camino, nato in Caluso il 18 ottobre 1805; Parroco dal 1849 al 1882, passò beneficiando. Aveva 73 anni e fu prevosto di Rodallo per 33 anni.
Il primo parroco di Rodallo è stato don Actis Alesina Giovanni Pietro, della regione di Vallo, che prese possesso della parrocchia il 20 ottobre 1785 e la resse fino al 10 aprile 1796. Morì il 14 ottobre 1800, all'età di anni 68. Fu sepolto nella chiesa di San Rocco come da volontà testamentaria.

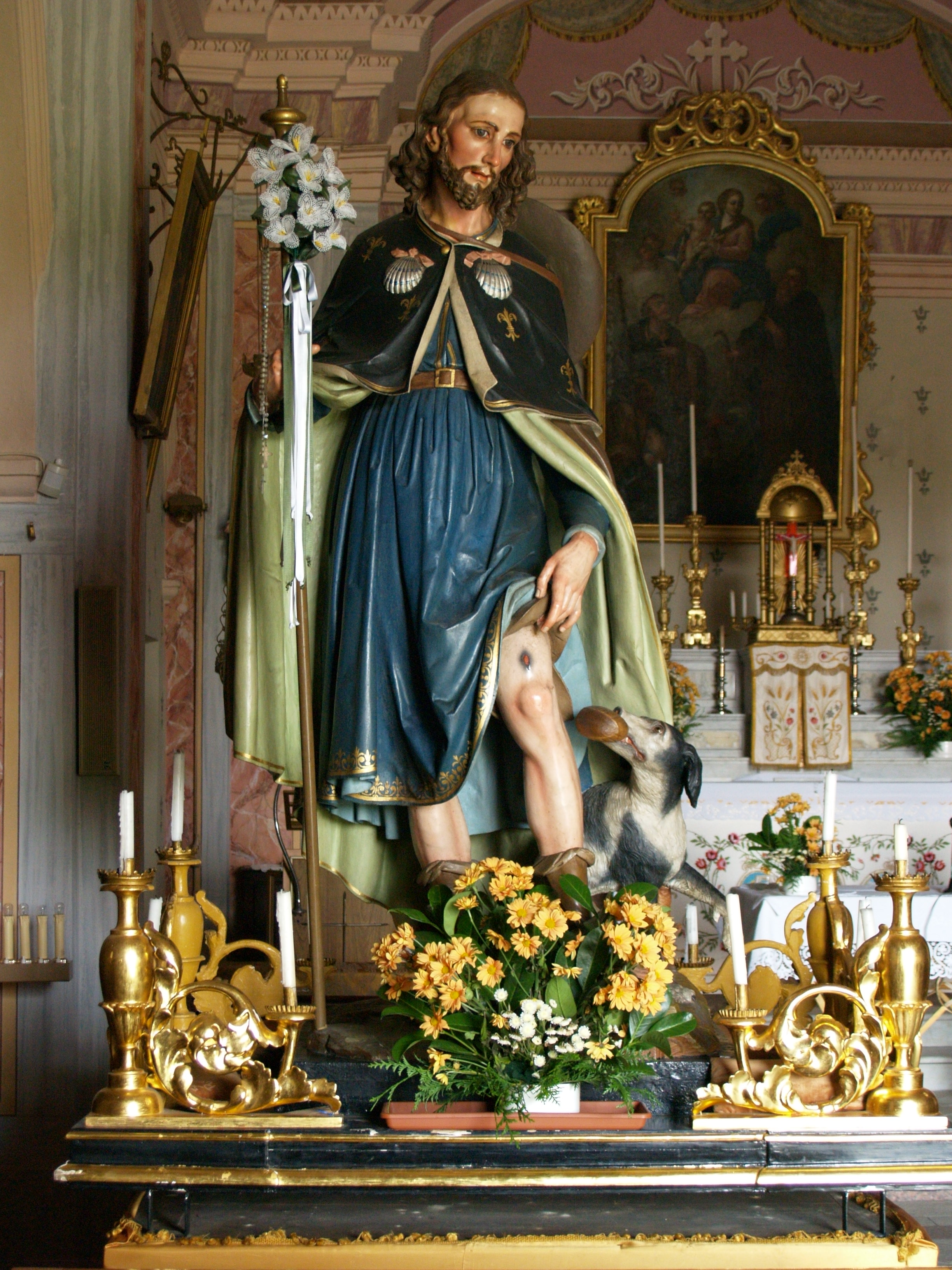
San Rocco

All'interno vi si conserva una bella statua in legno di San Rocco, scolpita dal Prevosto Don Camino.
La statua rappresenta il santo in età giovanile, vestito di una tunica blu fermata in vita e ornata da un motivo floreale ai bordi, con il cappello dietro la schiena, i calzari e il sanrocchino (il mantello) su cui sono applicate le due conchiglie del pellegrino, stringe inoltre, nella mano destra, un bastone ornato di fiori e il santo è colto nell'atto di mostrare la piaga della malattia sulla gamba sinistra, mentre il fedele cane gli porge un pane nero.
Dal punto di vista strutturale e decorativo, si tratta di una statua lignea, come si può dedurre dai fori procurati dagli insetti xilofagi, di notevole peso, quasi sicuramente composto da più elementi lignei assemblati insieme cui è seguita una stuccatura, forse in gesso, per rendere più omogenee le superfici e nascondere i punti di giunzione.
Osservando gli incarnati si noterà come la superficie risulti più lucida rispetto a quella degli abiti, probabilmente questo effetto è dovuto ad un diverso tipo di vernice con cui è stata rifinita la statua.
Sia l'abito sia il sanrocchino sono decorati con vari motivi floreali e con una riproduzione del giglio di Francia, inoltre tutte le bordature sono ulteriormente arricchite da una doppia linea, tutte queste decorazioni che nell'intenzione di chi le appose dovevano sembrare d'oro, ad un attento sguardo non risultano essere dorature in senso proprio, bensì solo uno strato di colore successivo a quello di base dell'indumento; non si può quindi escludere che si tratti di un intervento successivo.
Curiosa è soprattutto la firma apposta sul lato destro del sanrocchino, in una posizione volutamente non visibile per i fedeli che osservano la statua sempre da una posizione inferiore, si trova infatti il nome Carolina, scritto in stampatello minuscolo, con lo stesso colore giallo-ocra delle finte dorature.
Si potrebbe trattare del luogo di provenienza della statua (frazione Carolina nel comune di Caluso) oppure del nome dell'artista che realizzò questa statua.
Purtroppo non è noto nessun documento in merito alla data di esecuzione o commissione di questa statua, che genericamente è collocata nel XIX secolo, coeva con la costruzione della cappella né se e quando siano stati effettuati interventi di restauro.
Si ricorda infine, che alla base della statua si trova ora un reliquiario, nel cui interno è conservato un frammento della cassa lignea che accolse il corpo del santo dopo la morte, tale dono è stato fatto ai priori di San Rocco in occasione della visita alla chiesa di San Rocco a Voghera nell'agosto del 2008.
A partire dagli inizi del 1800, esiste la Badia di San Rocco che si occupava del mantenimento della pratica religiosa legata alla devozione a San Rocco e Sant'Antonio Abate ed alle celebrazioni festive estive; del mantenimento del nuovo stato di conservazione della cappella e del suo contenuto.
Il vessillo della Badia il drapeau, bandiera riportante su un lato l'immagine di San Rocco, e sull'altro lato l'immagine di Sant'Antonio Abate. Il colore della Badia è il giallo, in questa tinta sono realizzate le fasce ed i bracciali indossati dai suoi aderenti. Ogni anno vengono designati due membri della Badia per svolgere la funzione di Priori che si occuperanno della gestione annuale della Cappella e del mantenimento della tradizione.
Nell'ottobre 2009 si è costituita la Badia di San Rocco, con la forma di Associazione di Volontariato.
La Badia di San Rocco, si prefigge lo scopo di mantenere, tutelare e rinnovare secondo la tradizione la pratica religiosa legata alla devozione a San Rocco e di impegnarsi in studi per la valorizzazione delle tradizioni locali sulla Cappella e sul Santo.
La statua lignea di San Rocco  ogni 16 Agosto esce in processione per recarsi nella chiesa parrocchiale di Santa Croce per rimanere una settimana dopo la quale con una medesima processione ritorna nella sua sede.

## Cimitero
I primi rodallesi furono sicuramente sepolti nei vecchi cimiteri di Caluso, forse in quello di San Pietro e certamente in quello di Sant'Andrea; difficilmente in quello di San Calogero, nel quale cessarono le inumazioni verso la metà del secolo XVIII. Fatta probabilmente eccezione per il tempo della peste (1630), Rodallo non ebbe un cimitero proprio fino al 1795, o 1810 secondo il Giacobbe, che fornisce le seguenti date: Cimitero di Rodallo 1810, di Vallo 1844 e di Are 1870.
Comunque sia, l'ex cimitero di San Rocco non è anteriore al 1795.
La croce eretta in mezzo, fu innalzata nel 1882 e costò Lire 270.
Cresciuta la popolazione, e giunte le abitazioni quasi a contatto del cimitero, fu necessaria la sua dislocazione nel sito attuale.
Prima del 1795 non è dato sapere dove i rodallesi seppellissero i loro defunti, in ogni caso, è da escludere che portassero i morti da Rodallo al cimitero di Caluso. La voce popolare, tramandata di generazione in generazione, fissa un ipotetico camposanto dietro l'abside della chiesa parrocchiale; l'ipotesi appare valida per il fatto che, nel 1931, il viceparroco don Carlo Rolfo ne aveva fatto recintare l'area e dentro questa aveva fatto piantare numerosi pini, per altro rigogliosi, ma abbattuti o divelti nel 1950 per far posto al parcheggio delle auto, in seguito all'installazione del nuovo ufficio postale nello stabile prospiciente.

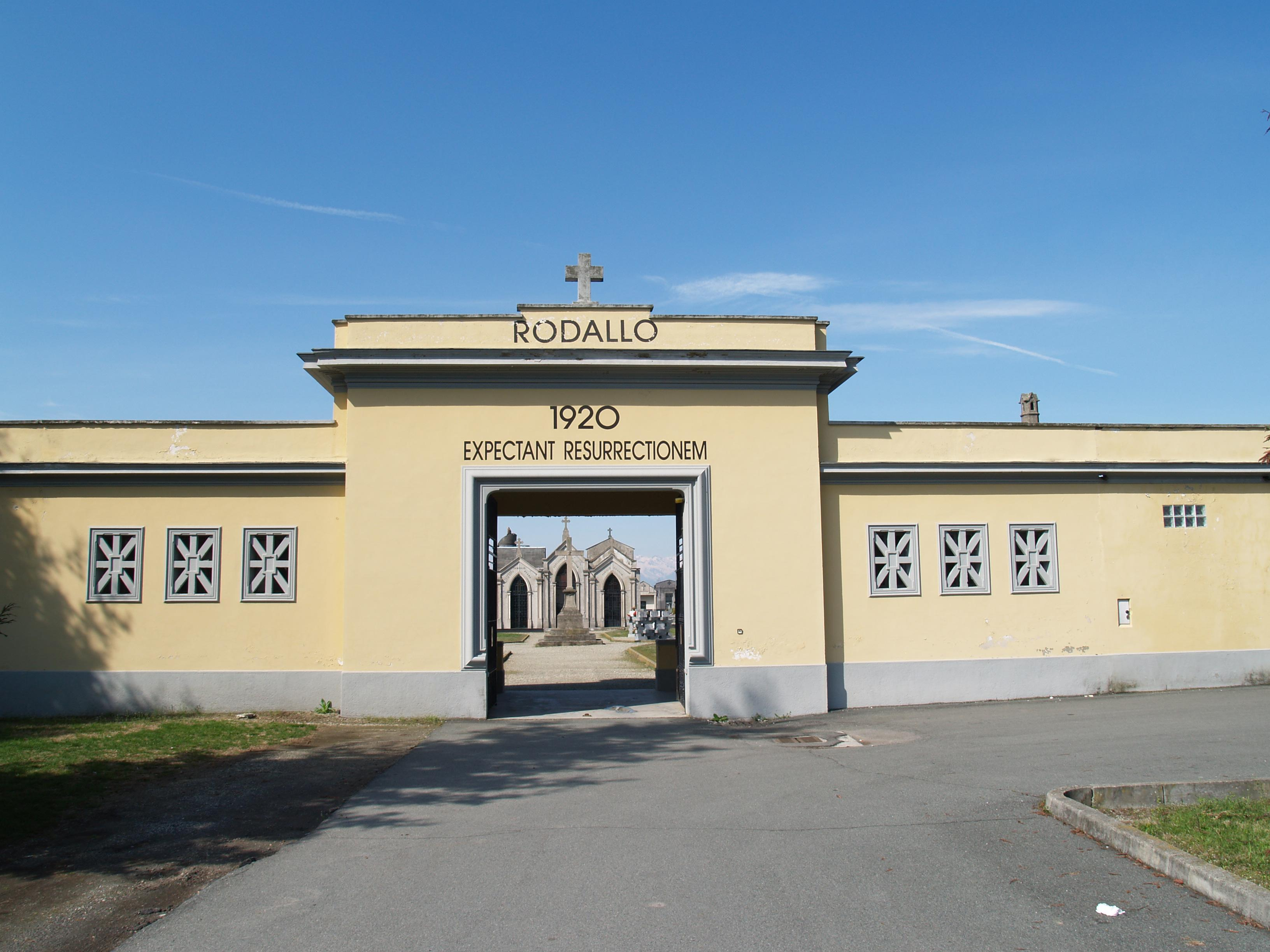
CampoSanto

Il 1º maggio 1920 si apre il nuovo camposanto e la salma del soldato Actis Caporale Luigi capural, morto il 15 ottobre 1918, viene trasportata da Torino a Rodallo. Fu il primo sepolto nel nuovo camposanto.
Il 26 maggio 1920, fu sepolta Maria ad munta moglie del fu Facciano Giovanni nata Actis Danna Maria di anni 81 (1841 – 1920). Fu la prima donna sepolta nel cimitero.
In seguito, nel 1955, è stato ampliato il cimitero prendendo la forma attuale.
La prima tomba costruita in questo ampliamento è stata quella delle famiglie Actis Goretta – Vallo.
Il 28 maggio 1993 tutte le salme sepolte nel campo primitivo (nella terra) sono state riesumate e deposte nelle tombe dei rispettivi parenti.
I sacerdoti che sono tumulati nel SEPULCRUM SACERDOTUM - MCMXXXIX – ANNO QUADRAGESIMO:
- Cav. Magoia Don Giovanni fu Giacinto e fu Vota Domenica – nato a Lombardore – li 11 marzo 1872 – morto a Rodallo il 14 maggio 1945.

Prevosto a Rodallo per 45 anni.
- Don Bertone Pietro – nato a Vische - li 5 giugno 1907 –  morto a Foglizzo il 12 dicembre 1979 e sepolto a Rodallo nella tomba dei Sacerdoti.

Prese possesso della parrocchia il 27 ottobre 1945. Prevosto a Rodallo per 30 anni.

## Piazza dei Caduti - Le Bose
Il termine “Bose” fa riferimento a uno stagno profondo un metro e mezzo e dell'ampiezza dell'attuale piazza, alimentato dai rigagnoli che raccoglievano l'acqua di numerose fontane a nord del territorio di Rodallo e della “ruggia” (roggia) del molino; a sud un fosso fungeva invece da scarico, per contribuire alla purezza dell’acqua.
Dal 1700 le “bose” servivano ad abbeverare il bestiame della borgata, e le donne rodallesi potevano inoltre lavarvi i panni e la biancheria. L’acqua limpida ospitava carpe, tinche e altri pesci, favorendo così anche l’attività di pesca;  per questo motivo la strada che costeggiava lo stagno era denominata via Pescheria.
Nel XIX secolo, una volta migliorate le condizioni igienico-sanitarie del paese e costruiti nuovi pozzi, i rodallesi decisero di prosciugare il laghetto e riempirlo con rifiuti solidi, viste le condizioni igieniche poco ottimali. Il vasto spazio che si presentava venne arricchito con un lavatoio più a sud, a disposizione delle massaie.

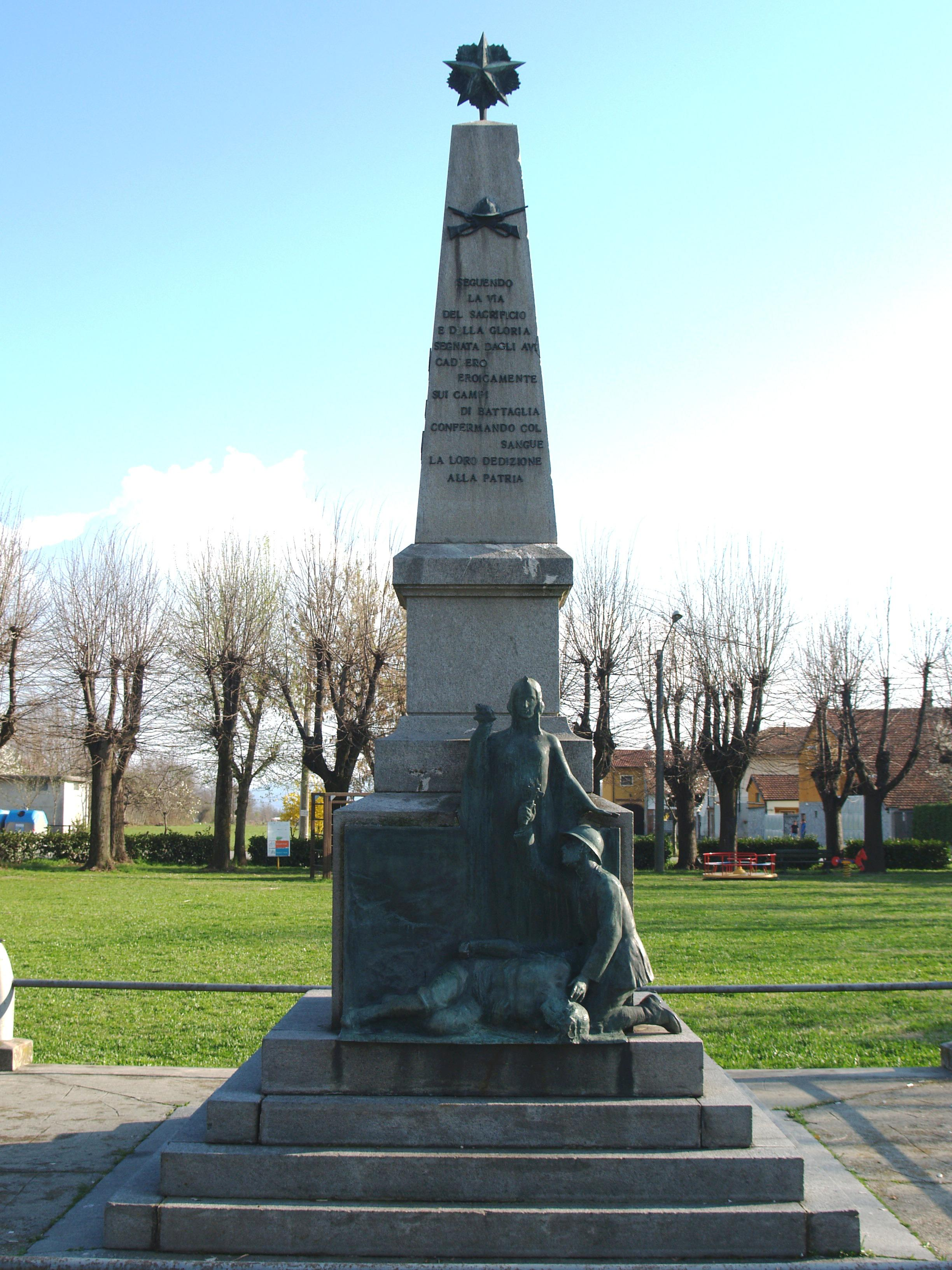
Monumento ai Caduti

Nel 1924 venne eretto il monumento dei caduti nell'omonima piazza a cui venne data l'attuale definitiva sistemazione nel 1946.
Esso è composto da una stele alta cinque metri sormontata da una stella, ed in basso un rilievo in bronzo raffigurante l'Italia che protegge col suo manto un cappellano militare che conforta un soldato morente. Nel 1946 il monumento venne restaurato grazie al finanziamento del dottor Aldo Actis.
Oltre ai soldati già presenti nel cimitero retrostante la Cappella di San Rocco sono ricordati:
- Ten. Col. Actis Caporale Attilio
- Facciano Pietro
- Actis Grosso Pasquale
- Fenoglietto(i) Antonio
- Paolani Francesco
- Panetto Giovanni

A memoria del loro sacrificio campeggia sulla stele questa motivazione:
SEGUENDO LE VIE DEL SACRIFICIO E DELLA GLORIA SEGNATA DAGLI AVI, CADDERO EROICAMENTE SUI CAMPI DI BATTAGLIA, CONFERMANDO COL SANGUE LA LORO DEDIZIONE ALLA PATRIA.
In seguito vennero ricordati anche:
- Ten. Col. Actis Caporale Attilio
- Actis Giorgetto Ernesto

caduti della seconda guerra mondiale.
A completamento del ricordo dei caduti si debbono menzionare i morti della Guerra in Crimea:
- Actis Vincenzo, soldato dell'8º Regg. Fanteria, deceduto il 5 settembre 1855
- Cantello Francesco, soldato del 2º Regg. Granatieri, deceduto il 5 giugno 1855
- Vesco Giovanni Battista, App. del Regg. Cavalleggeri Aosta, secondo squadrone, deceduto il 1º giugno 1855.

## Casa Ubertini

Descrizione dellastorica Casa Ubertini

La Casa Ubertini, donata alla popolazione di Rodallo nel 1904, affacciata su piazza Santa Croce, porta il nome dell'avvocato Carlo Giuseppe Ubertini, nato a Rodallo il 23 febbraio 1842 da Carlo Ubertini e Felicita Ferrero. Uno degli uomini di spicco secondo la tradizione liberale e democratica, fu assessore e sindaco di Caluso dal 1876 al 1881 e poi consigliere deputato provinciale. Tra le varie attività, promosse la “Regia Scuola Pratica di Agricoltura” in Caluso, unica in tutto il Piemonte, e migliorò le prestazioni della nuova linea della Ferrovia Chivasso-Ivrea-Aosta, permettendo a Rodallo di godere dell'insediamento della stazione di Rodallo. Ebbe una predilezione particolare per il paese: nel 1906 fu il munifico benefattore della costruzione dell'asilo infantile, opera imponente e funzionale dedicata alla memoria dell'adorata madre Felicita, e annesse successivamente ben quarantacinque giornate di terreno e la sua casa natia, l'attuale casa Ubertini.
Casa Ubertini nel 1958 ormai pericolante fu demolita e iniziò la ricostruzione che durò fino al 1972. La nuova struttura è composta da un ampio salone al piano terra e cinque sale al piano superiore.
Con la atto notarile del 28 gennaio 1973 prese il nome di "Centro Assistenziale Ricreativo Culturale" (C.A.R.C.), e fu formato il primo direttivo con la presidenza del Prof. Actis Dato.
Il 4 marzo 1973 fu portato nei locali al piano la licenza per le bevande alcoliche controllata dalla Cooperativa Consumo Rodallese..

## Il Mulino

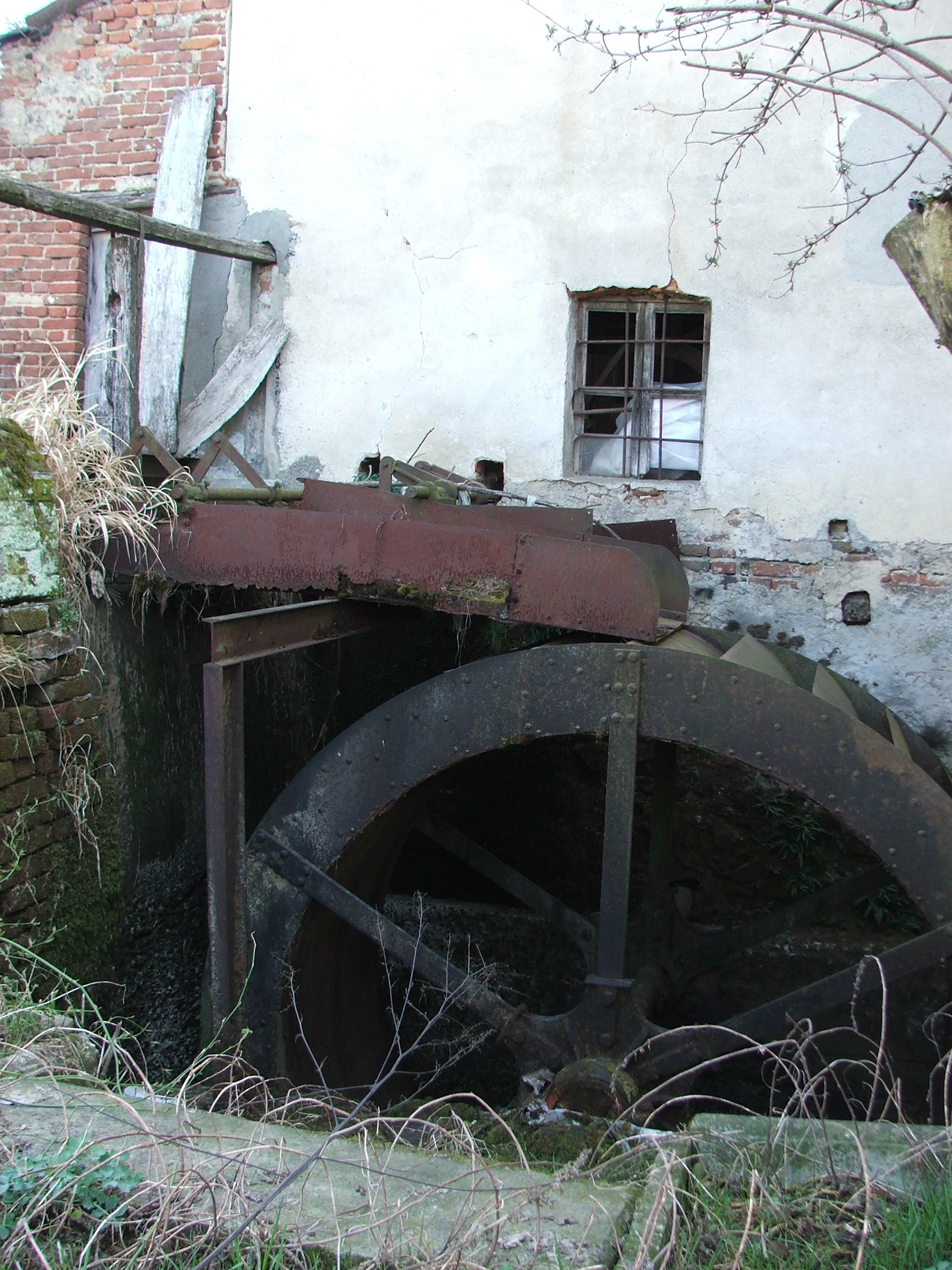
Mulino di Rodallo

La costruzione del mulino di Rodallo venne finanziata nel XVIII secolo da tre ricchi proprietari terrieri: Stefano Actis Grosso, Giovanni Actis detto Rosset e Giuseppe Actis Dato. Ciò che si può ammirare oggi è il frutto del lavoro e della fatica di tutti i rodallesi, che insieme fornirono manodopera gratuita; quando i muratori non erano sufficienti, si suonavano le campane e accorrevano anche i contadini dalle campagne.
Il mulino restò perciò per parecchio tempo di proprietà comune; tuttavia, nel 1810 il Comune di Caluso convocò i suoi amministratori per rivederne la gestione, in quanto considerato opera pubblica destinata a pubblico esercizio. I rodallesi, temendo di dover assoggettarsi ad eventuali tasse, decisero dunque di regalare la loro opera al comune, purché provvedesse alla sua manutenzione.
Nel 1819 il conte Carlo Alfieri, rivendicando i diritti feudali sulla costruzione, ne divenne il nuovo proprietario, cedendolo successivamente all’ingegner Pietro Spurgazzi e infine alla famiglia Actis Caporale.

## Sport
A Rodallo gioca la locale squadra di calcio U.S.G. Rodallese che ha militato anche nel campionato di prima divisione Piemonte/Valle d'Aosta; la squadra viene denominata "i galletti".

## Galleria d'immagini

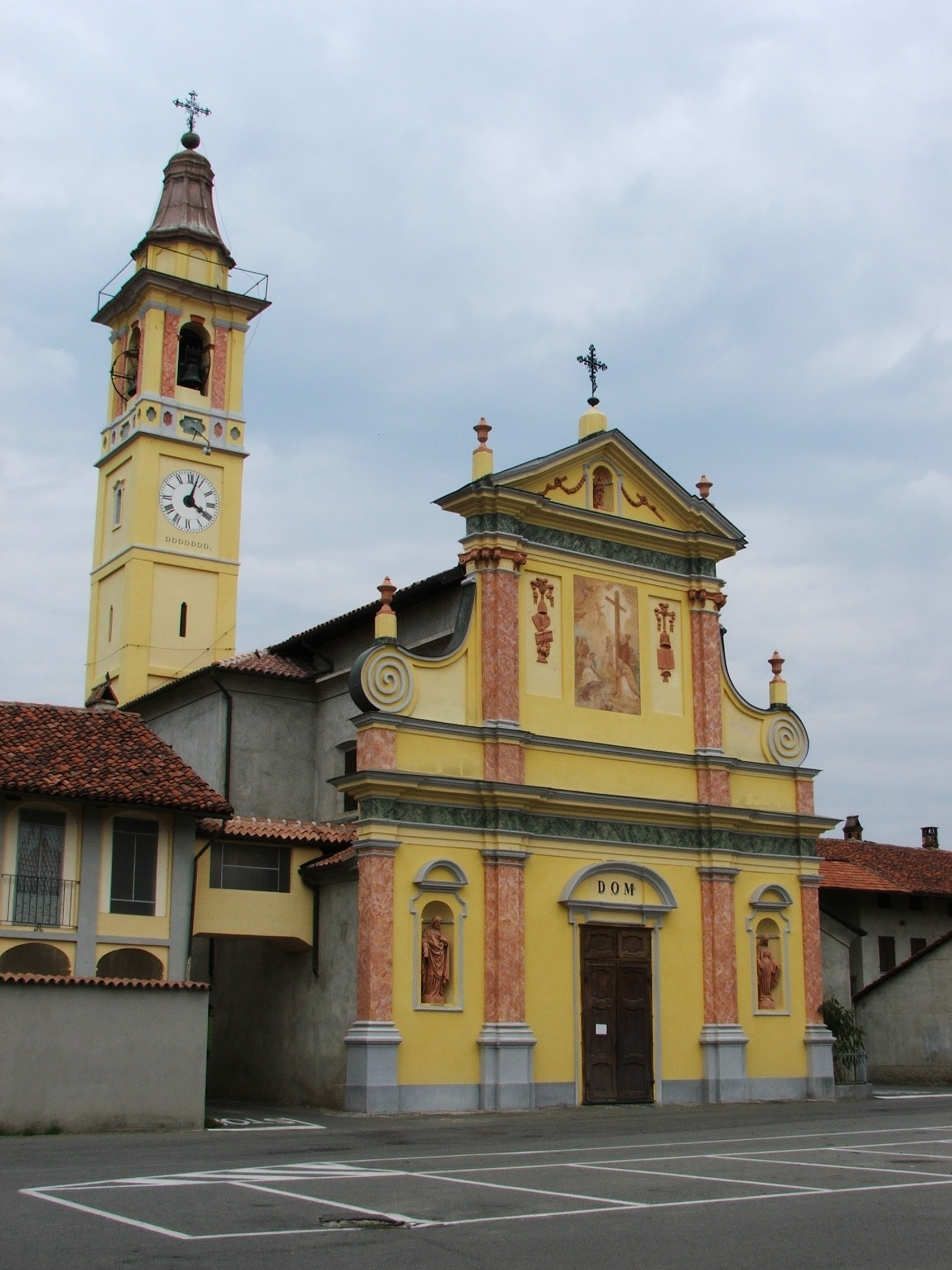
Chiesa Santa Croce
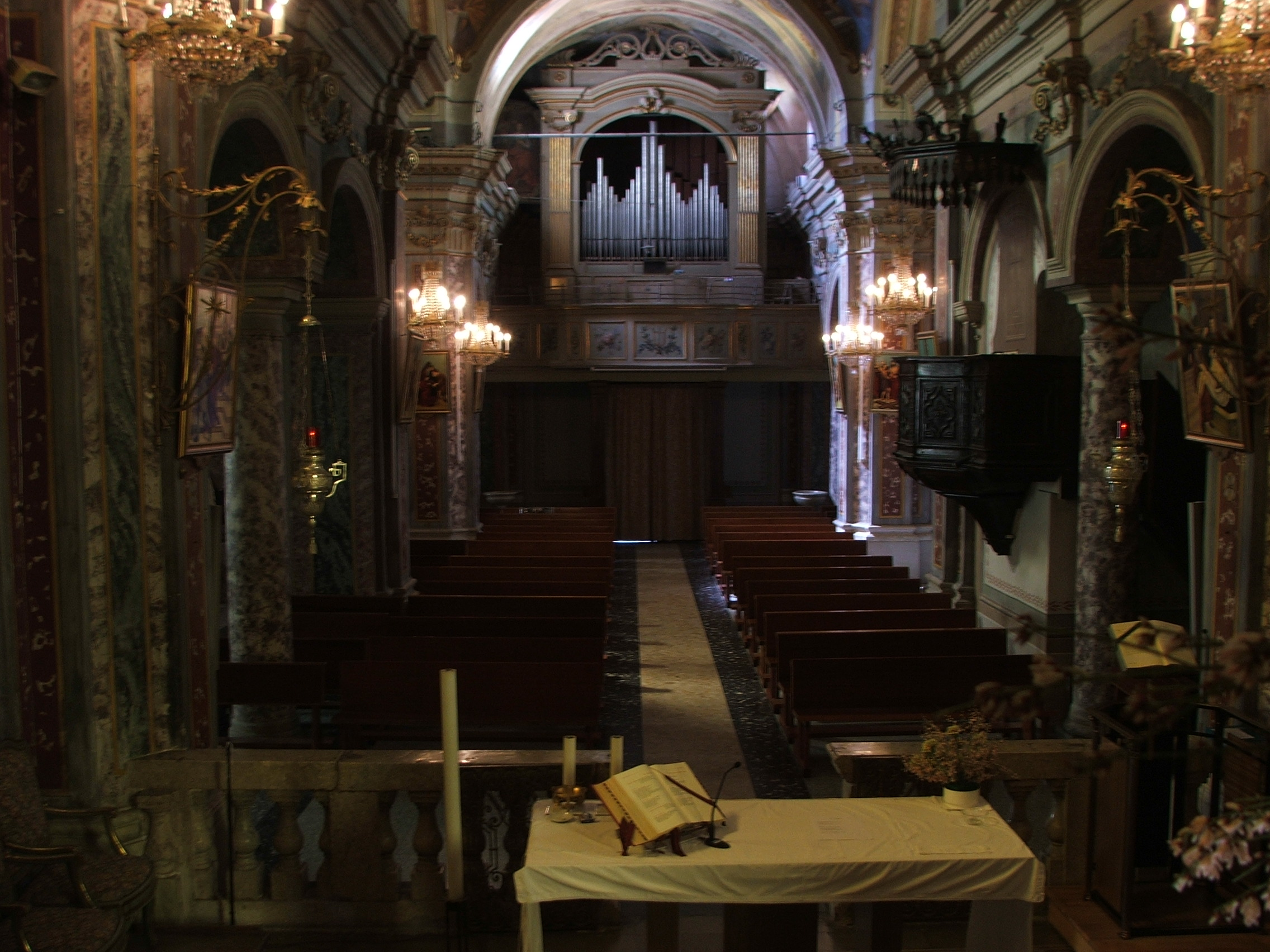
Interno Chiesa Santa Croce
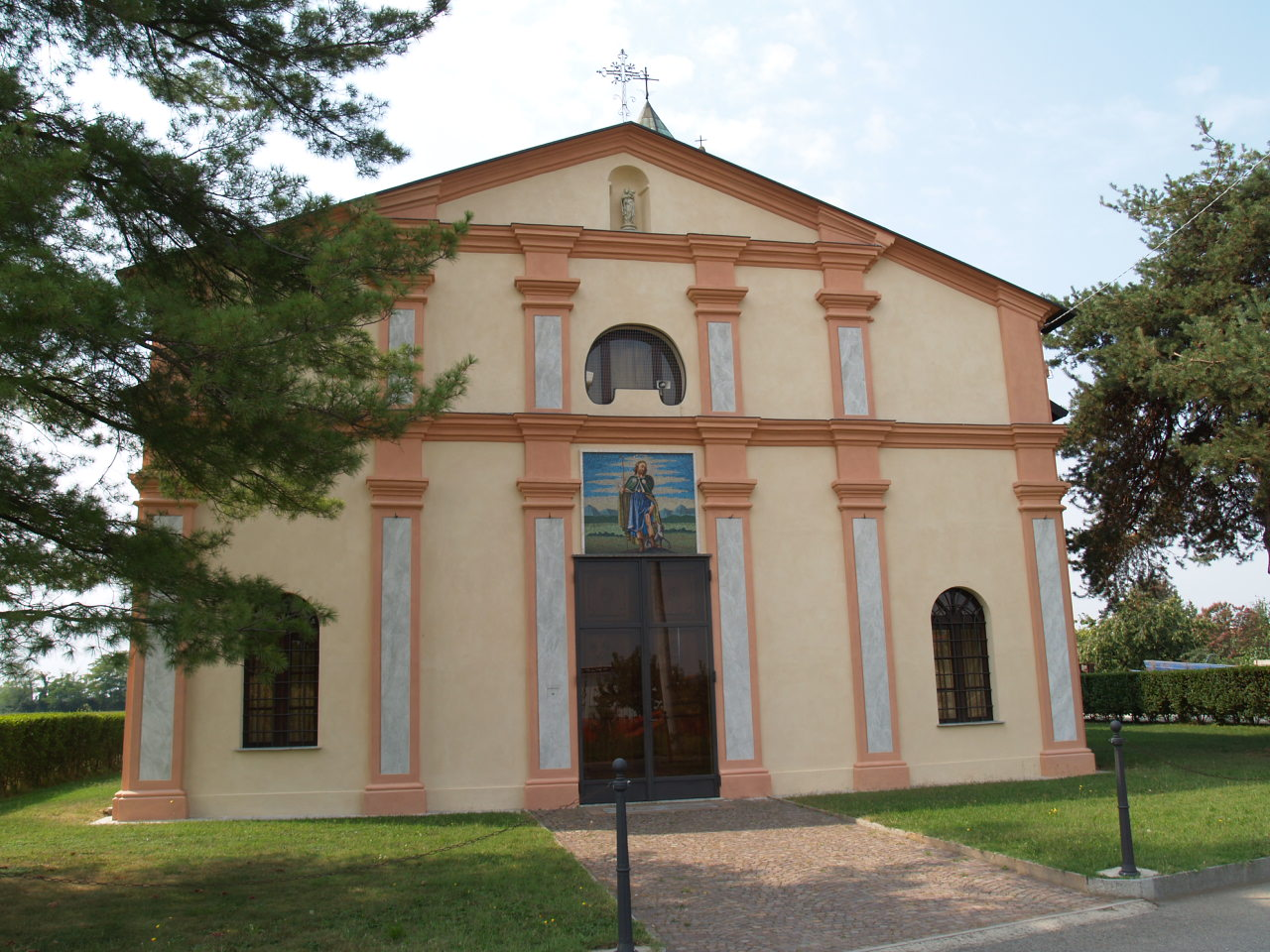
Chiesa di San Rocco
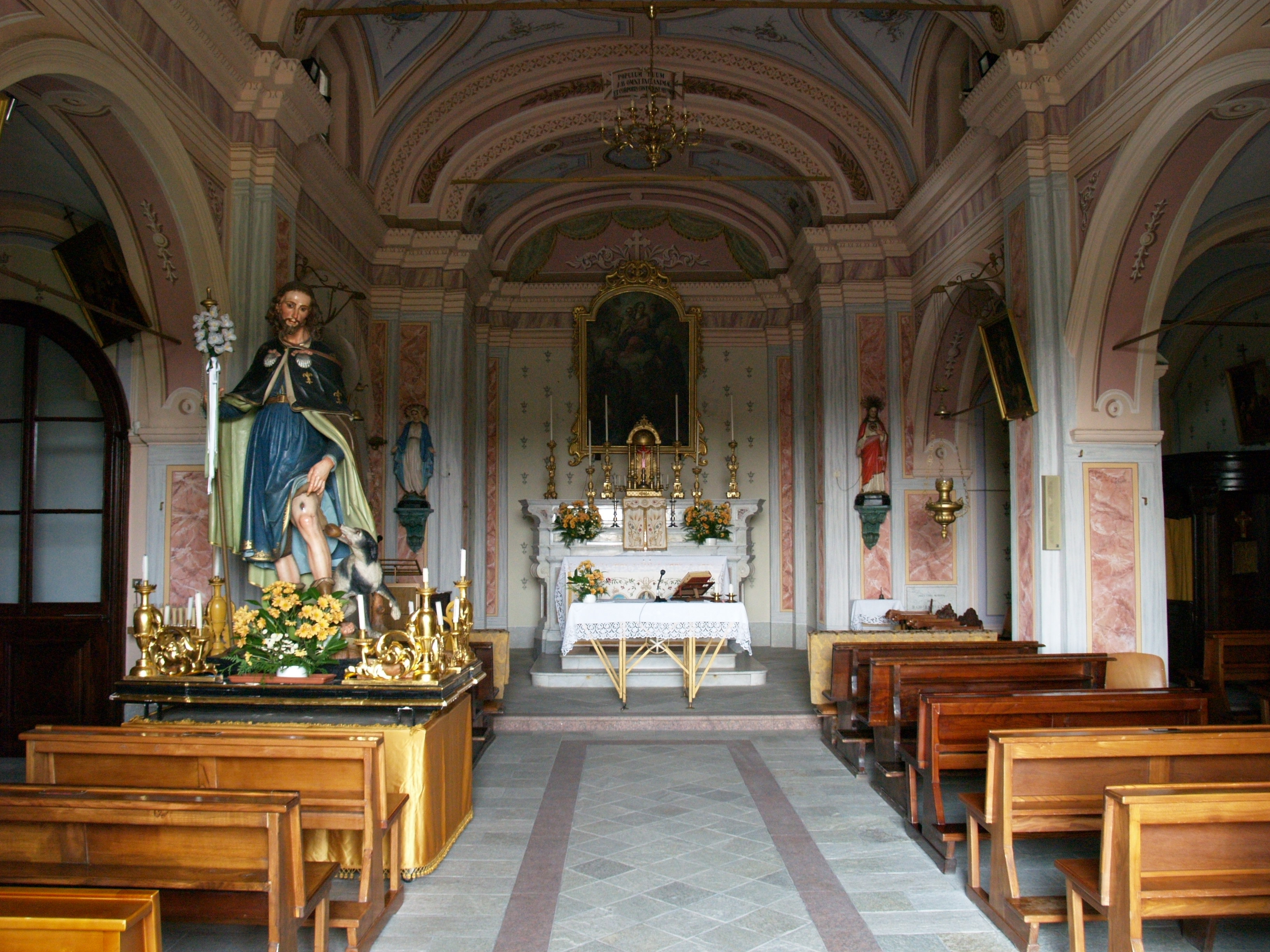
Interno Chiesa San Rocco
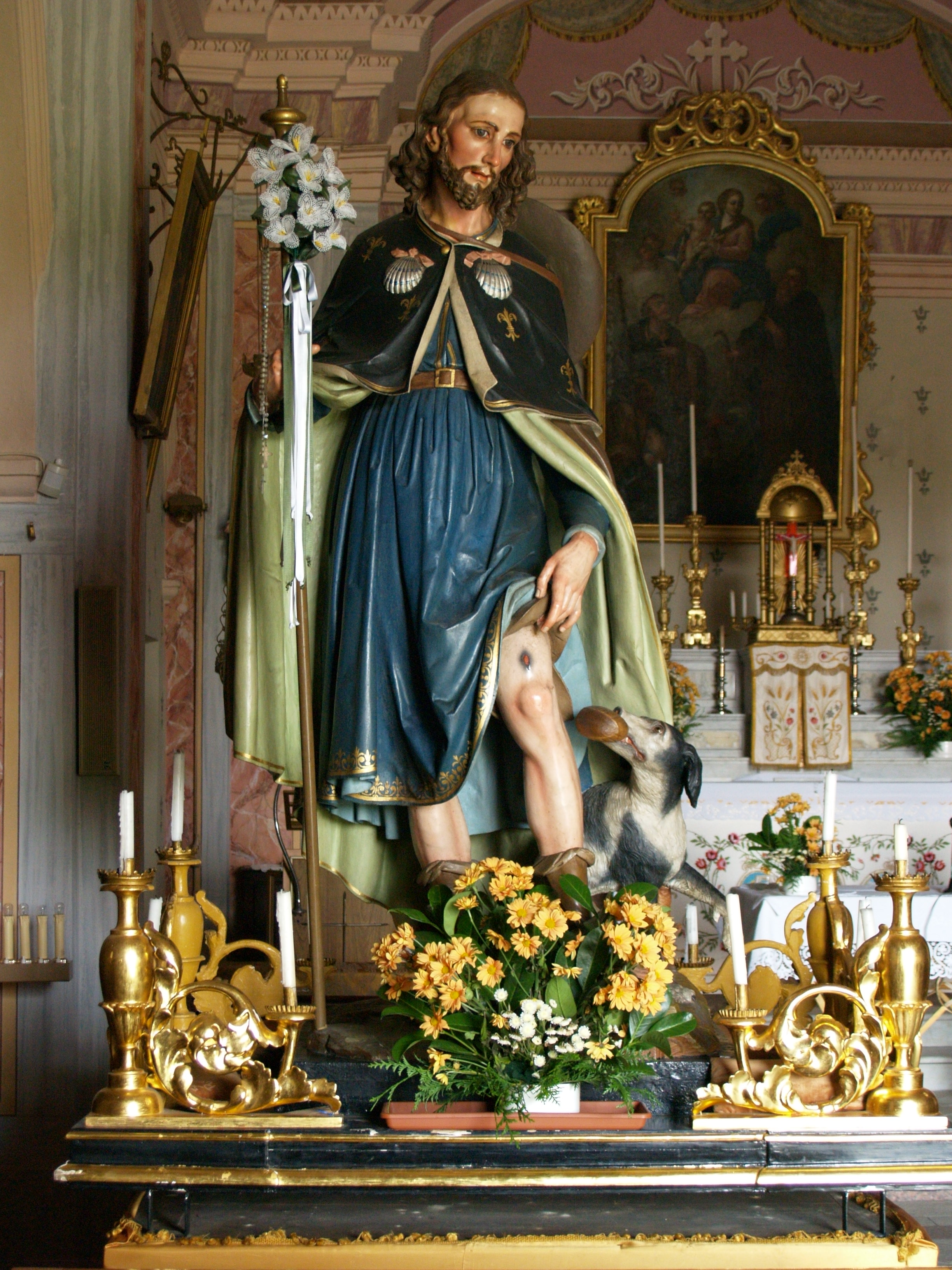
Statua San Rocco
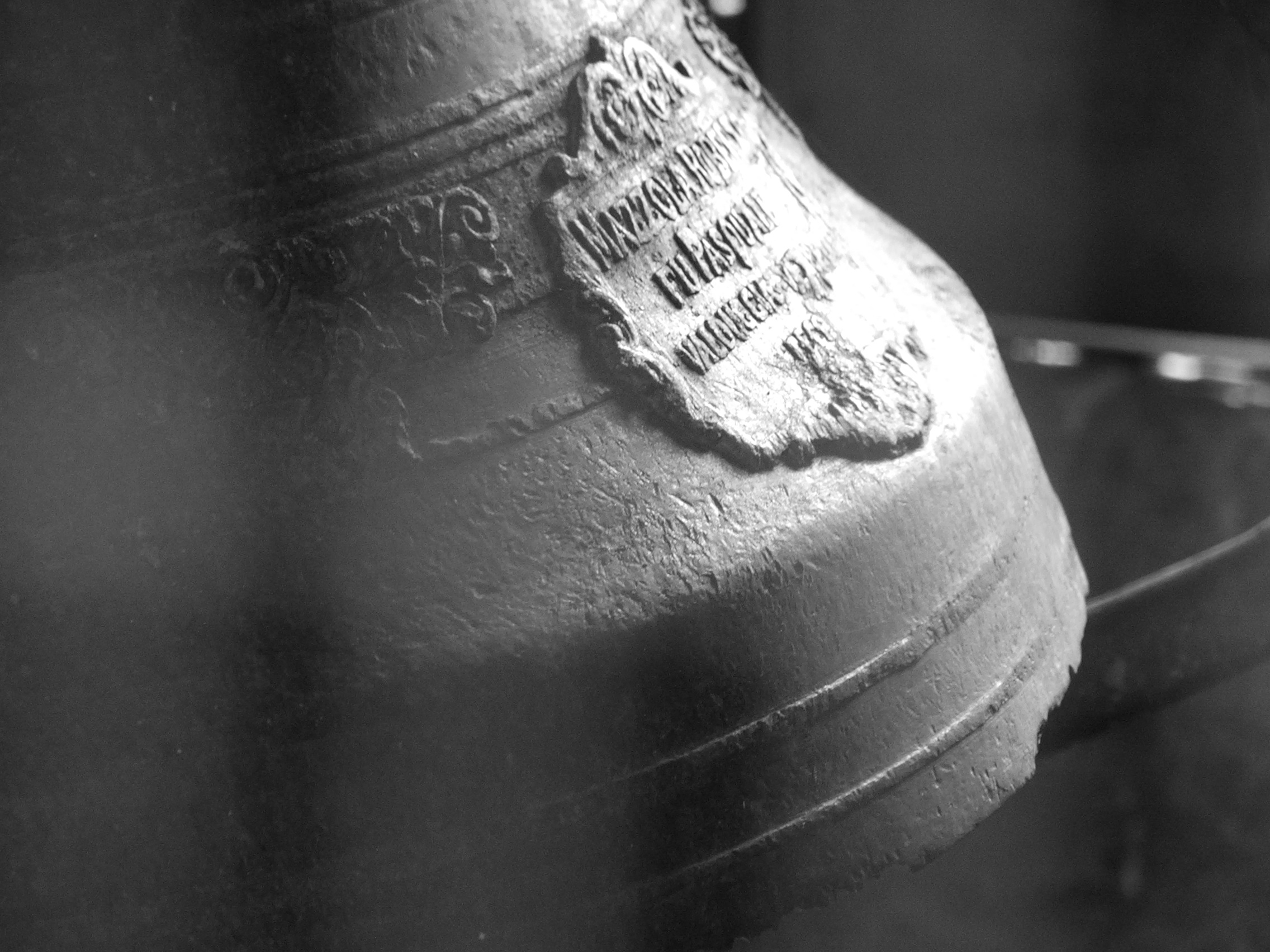
Campana della chiesa di San Rocco
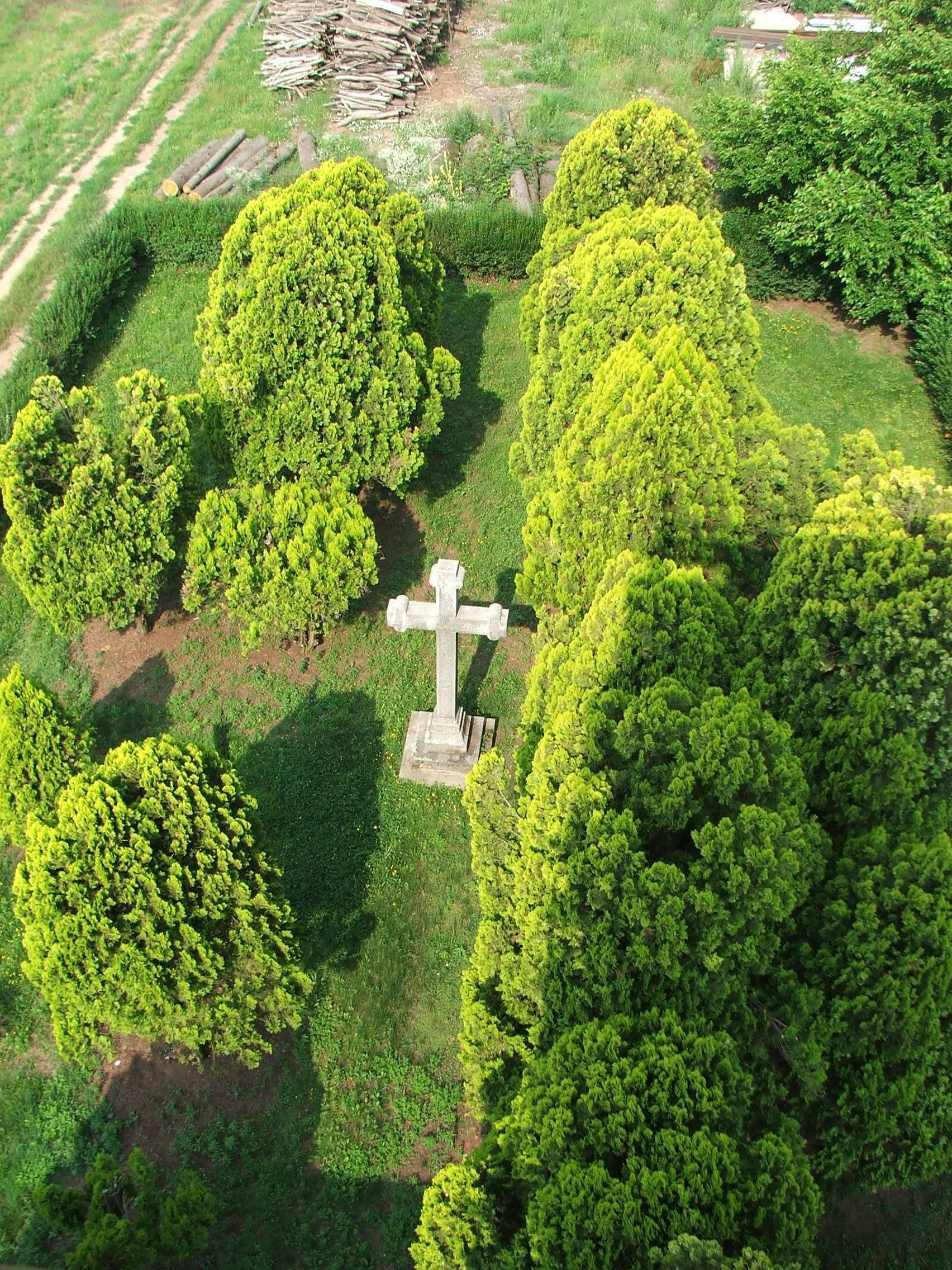
Cimitero dei Caduti
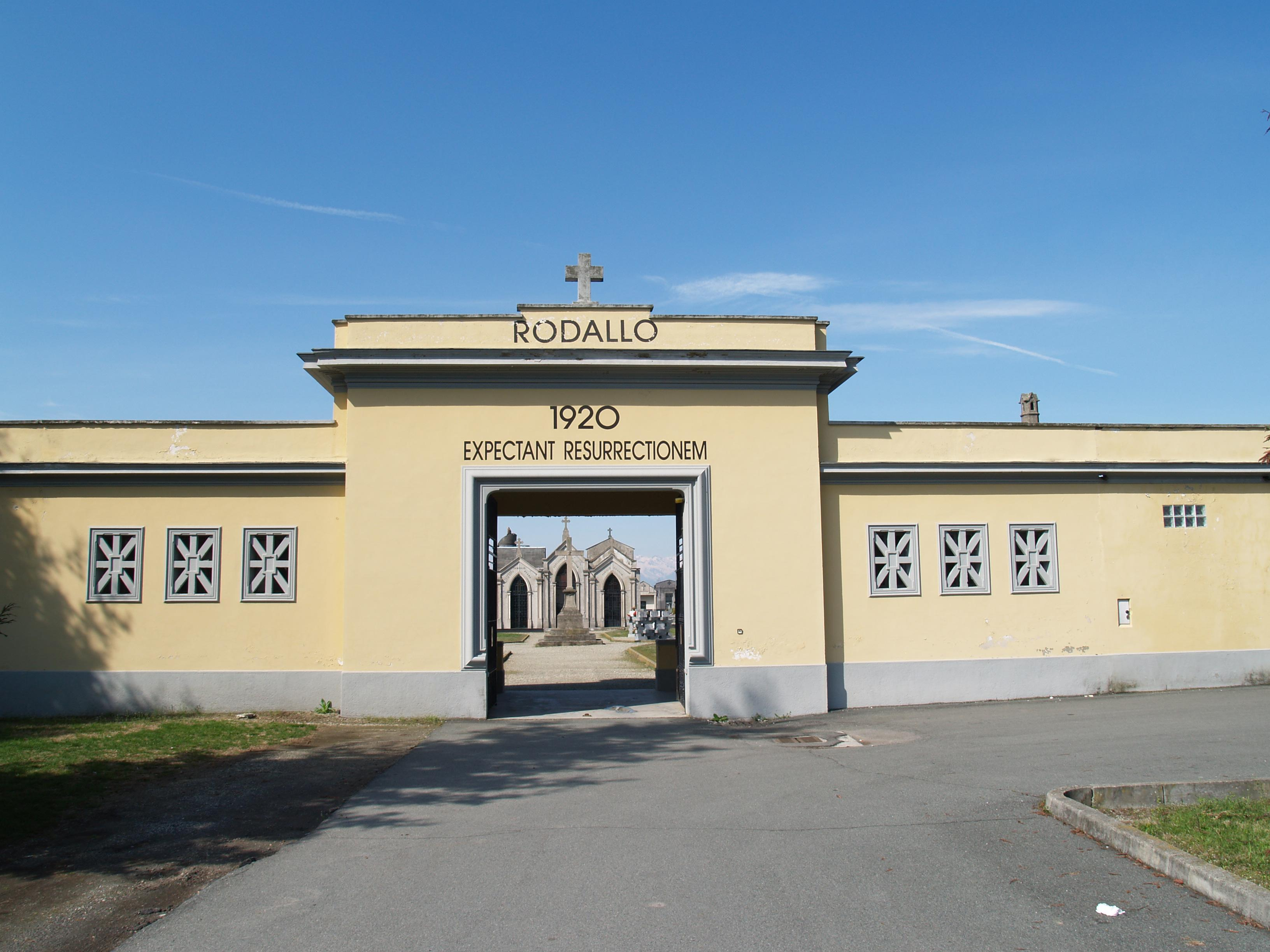
Campo Santo
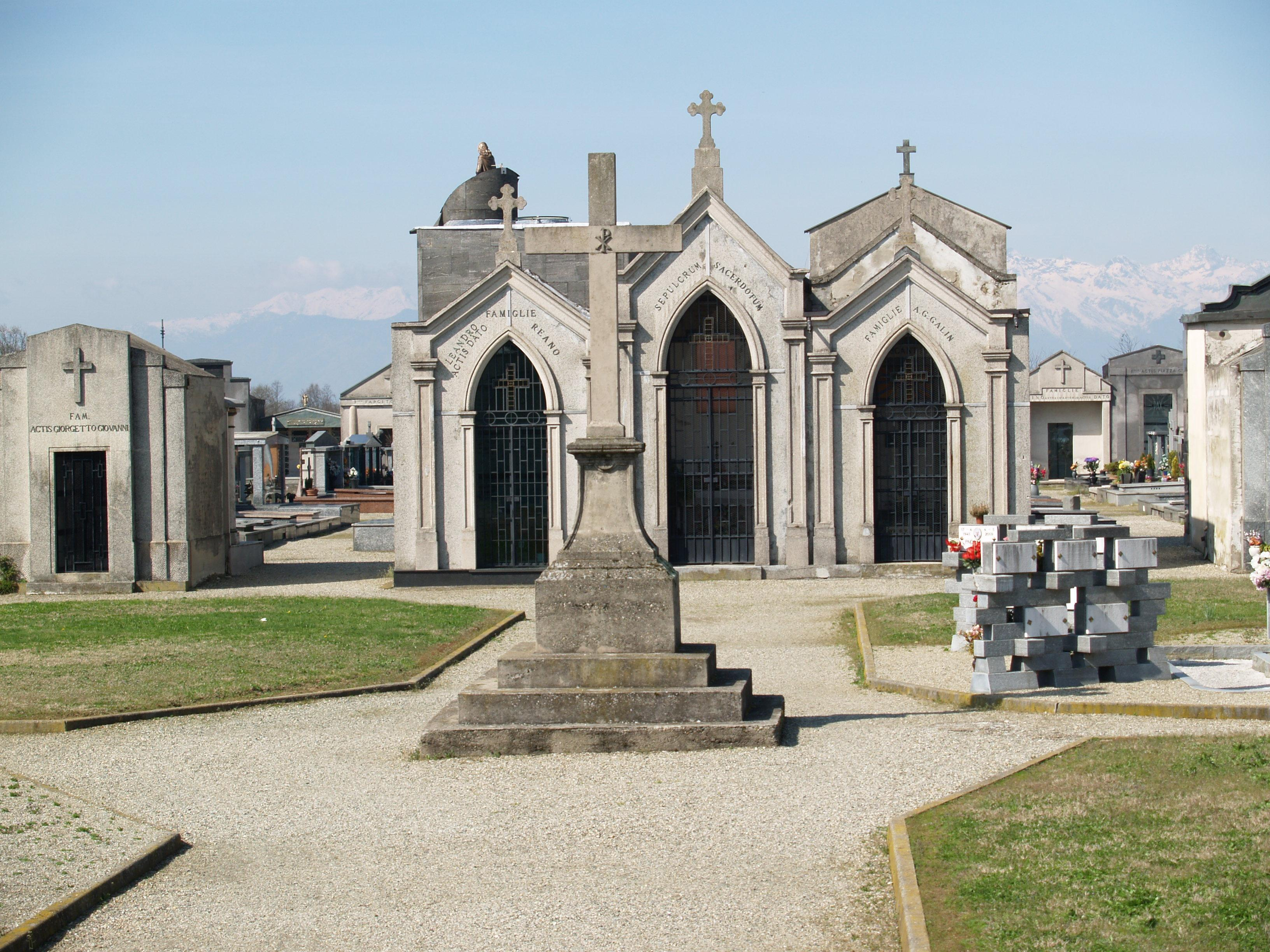
Sepolcro Sacerdoti all'interno del Cimitero
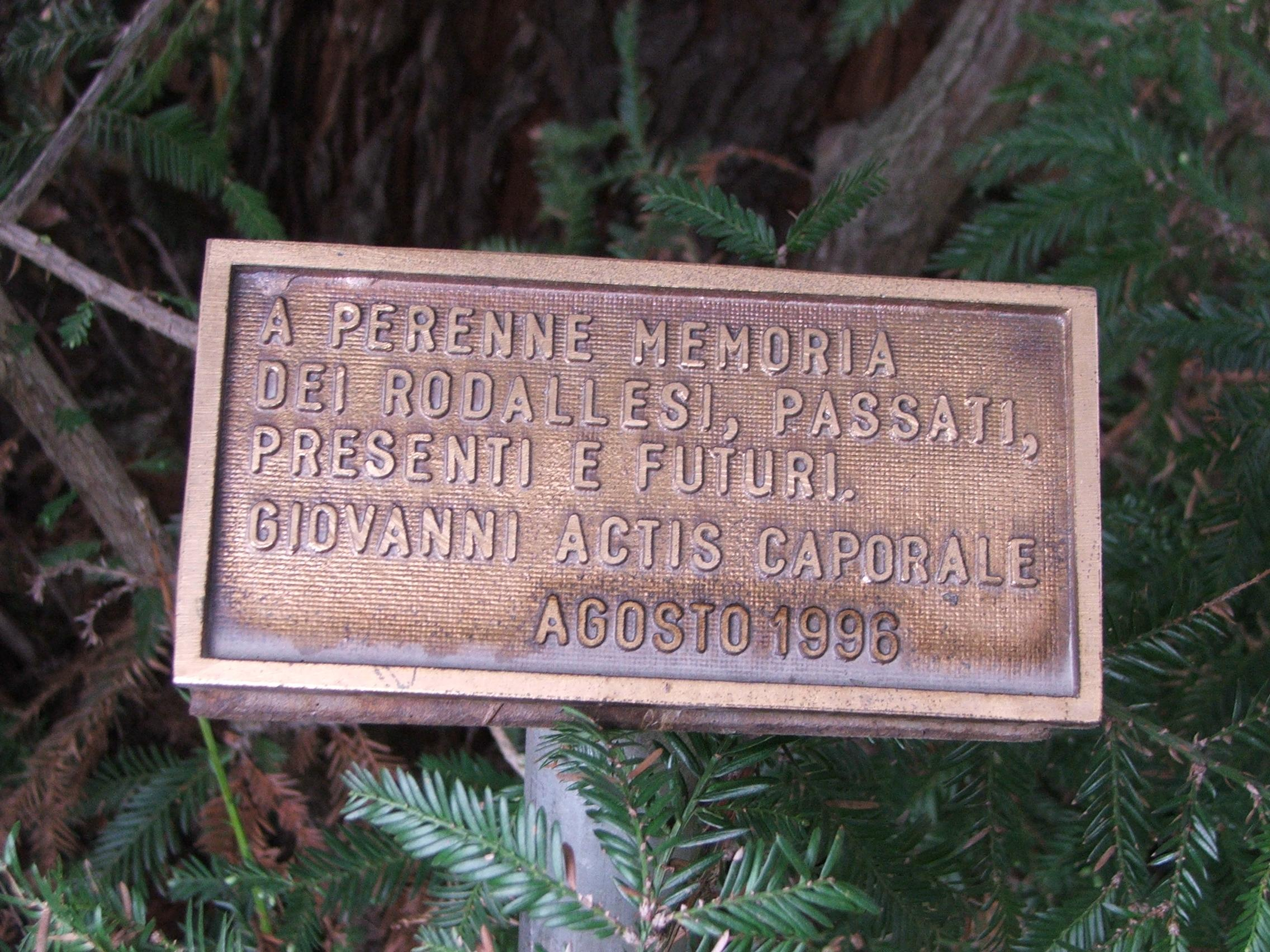
Targa posta all'interno del Cimitero
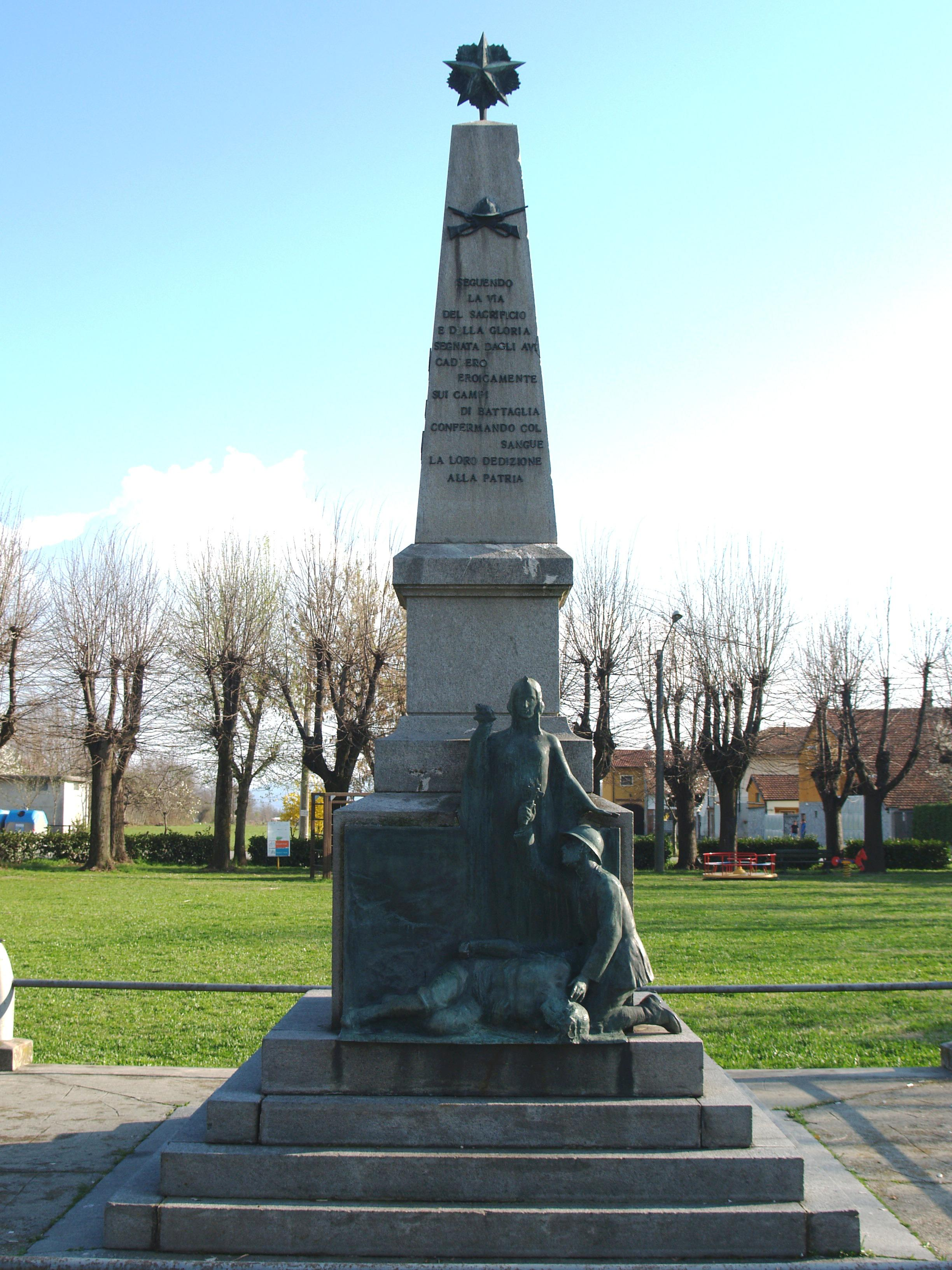
Monumento in Piazza dei Caduti
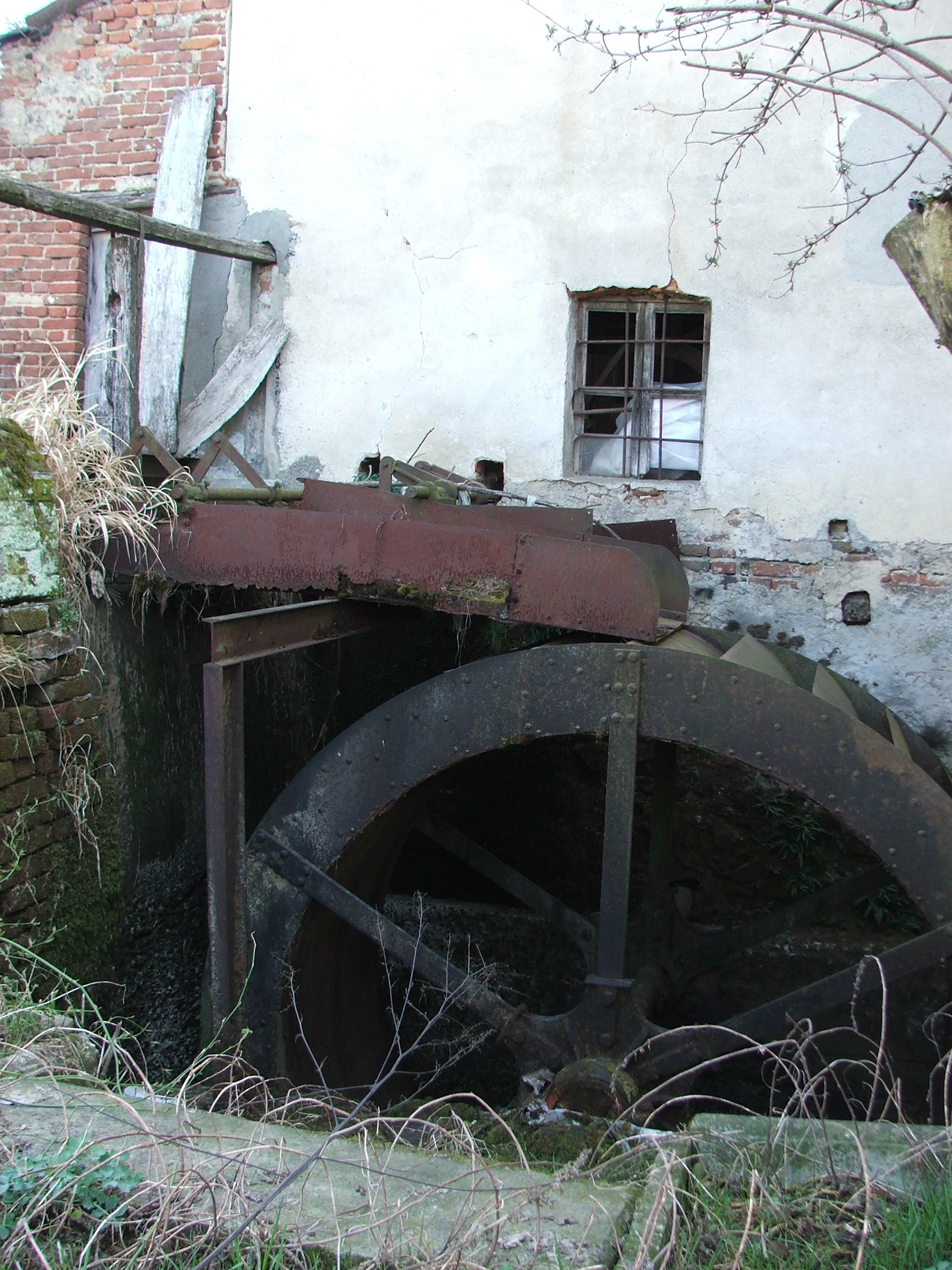
Mulino
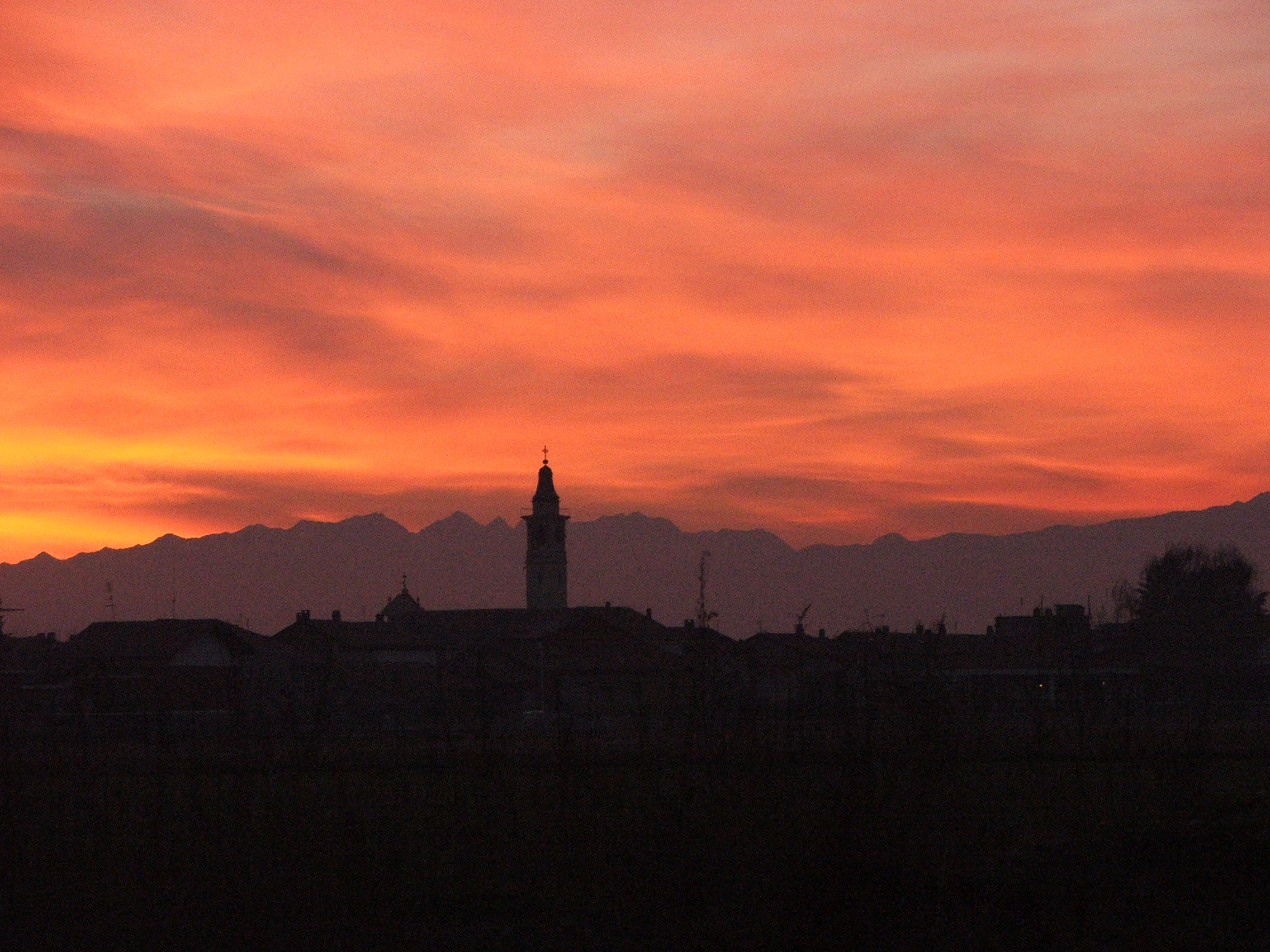
Panorama
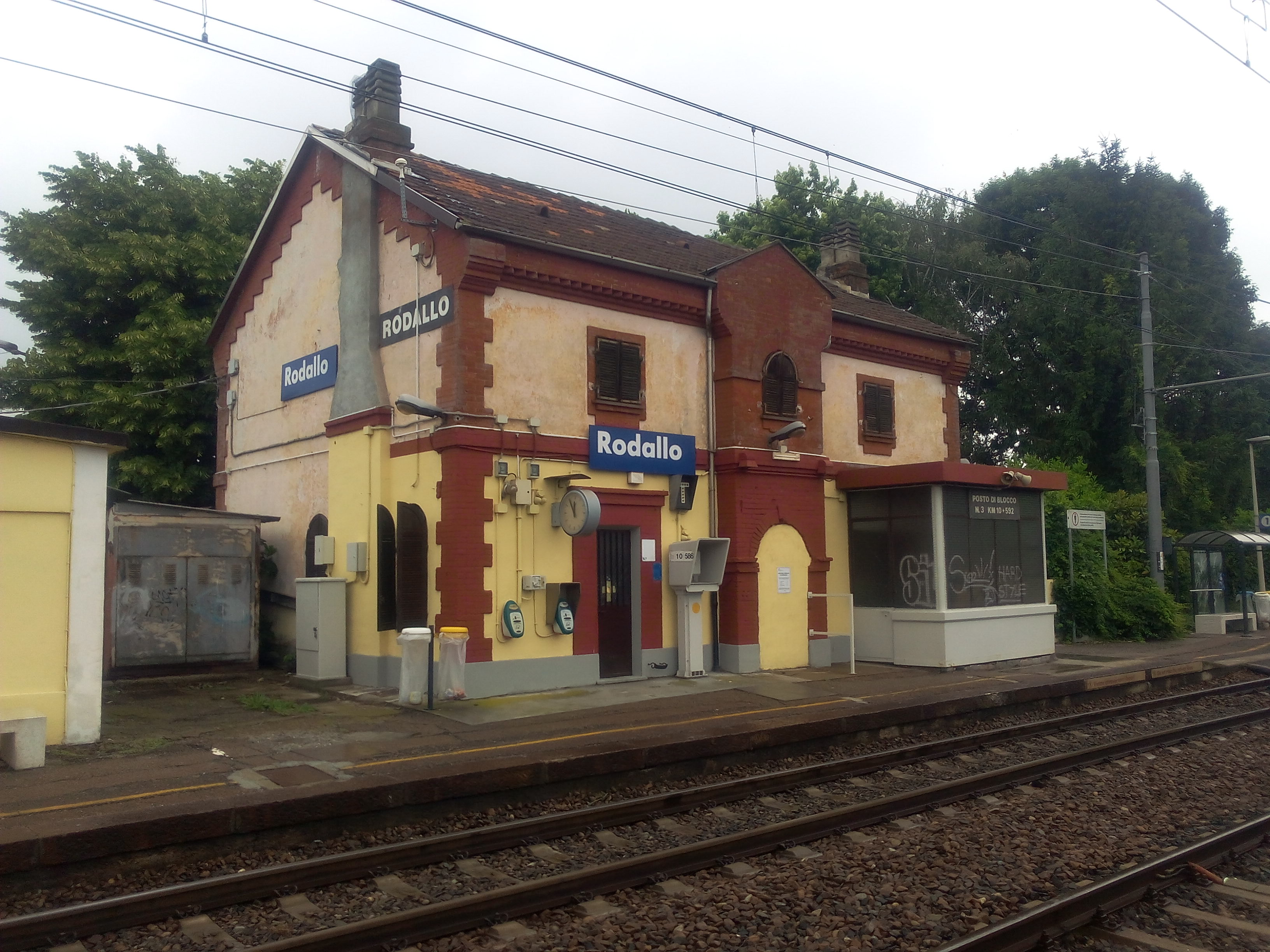
Stazione Ferroviaria
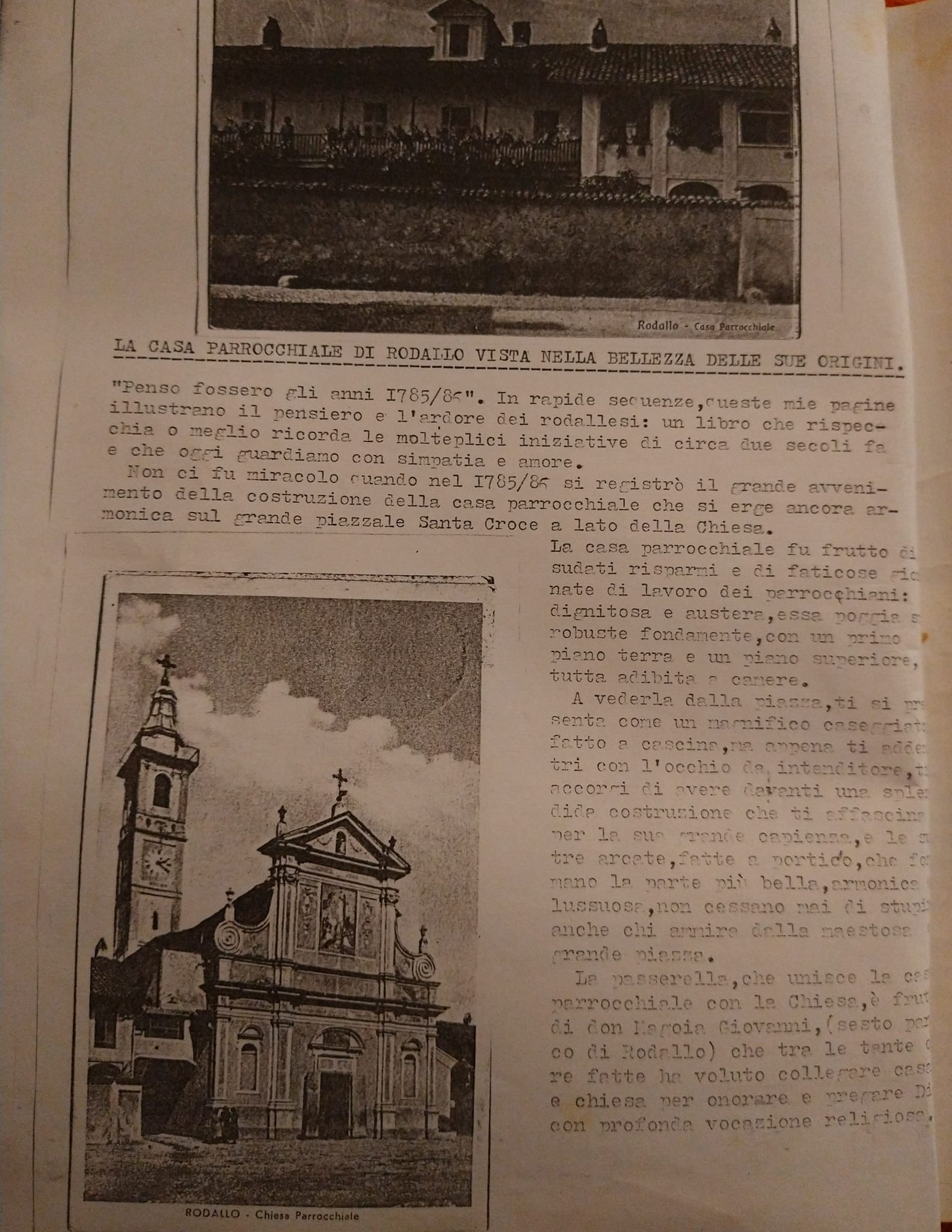
Descrizione Chiesa Parrocchiale
Descrizione dellastorica  Casa Ubertini